# 19e arrondissement de Paris

Blason du de Paris.

Logo du de Paris.

Le 19e arrondissement de Paris se situe à l'extrémité nord-est de la ville. Il est bordé au nord par la commune d'Aubervilliers, à l'est par les communes de Pantin, des Lilas et du Pré-Saint-Gervais, au sud par le 20e arrondissement et à l'ouest par les 10e et 18e arrondissements.
Aux termes de l'article R. 2512-1 du code général des collectivités territoriales (partie réglementaire), il porte également le nom d'« arrondissement des Buttes-Chaumont ».
Cet arrondissement comprend de nombreux parcs incluant le parc des Buttes-Chaumont, des centres culturels et de loisirs comme la Cité de la musique, Le Zénith, la Cité des sciences et de l'industrie ou encore La Géode et le Cabaret Sauvage.

## Chronologie
Un village gallo-romain, sur la voie romaine menant de Lutèce en Flandre, correspondrait à l’emplacement du village originel de la Villette. Quelques milliers de pièces romaines auraient d’ailleurs été trouvées lors du creusement dudit bassin de la Villette.
Mais tout cela reste à vérifier à l’exception du fait qu'une voie romaine sur l'axe du Cardo Maximus (voie traversant l’île de la Cité et se poursuivant dans la rue Saint-Martin et la rue Saint-Jacques) passait bien aux environs de l'actuelle Avenue de Flandre.

### Paroisse de la Villette
- 1175 : Le plus ancien nom mentionné correspondant au territoire qu'occupe l'actuel 19e arrondissement de Paris[2] renvoie à la Darse du fond de Rouvray et qui devait se trouver entre le quai de la Garonne et l'actuelle Cité administrative de la Villette[3],[4].
- 1198 : Un acte[5] écrit prouve l'existence de la Villette sous le nom : Villa Nova Sancti Lazari, qui devient au Moyen Âge : Villette Saint-Lazare ou Villette Saint-Ladre, situé autour du pressoir des religieux de la Léproserie de Saint-Lazare à l’emplacement de l’actuelle rue de Nantes[6],[7].
- 1374 : Le village, d’origine monastique, s’appelle désormais La Villette-Saint-Ladre-Lez-Paris[8] ou Grande Villette[9]. C’est très probablement autour de ce même pressoir que la population commence à se grouper sur un territoire allant des environs de l’avenue de Flandre à la zone du Rouvray[10].
- 1427 : Construction de l’église saint Jacques de la Villette-saint-Ladre-lez-Paris par la confrérie Notre Dame des Bonnes Nouvelles non loin de la rue de Flandre (alors appelée Route du Bourget ou route de Louvres).
- 1593 : Le 17 mai, Henri IV assiégeant Paris, se convertit au catholicisme dans la demeure d’Emeric de Thou situé dans le Village de la Villette-saint Ladre-Lez-Paris[11].
- 1646 : Le couvent de sainte Périne (communauté augustinienne fondée par Philippe IV le Bel en 1313 de la paroisse saint Laurent composé de 30 religieuses et 6 converses) s’installe à l’angle de la rue Riquet et de l’avenue de Flandre[12].
- 1702 : Huit moulins-à-vent dominent la butte Chaumont : le Vieux Moulin, le Moulin de la Folie, le Moulin de la Carosse, le Moulin de la Tour Chaumont, le Moulin de la Chopinette, le Moulin Maquereau, le Moulin des Bruyères, le moulin du Coq<.
- 1745 : Installation à la Villette de la communauté des filles de la Sainte Famille du Sacré Cœur consacrée à l’éducation de 150 enfants (dont une centaine à titre gratuit) et supprimée lors de la révolution française[13].
- À partir de 1760 jusqu’à la Révolution française : Démantèlement de l'horrible Gibet de Montfaucon alors sur la butte de Montfaucon (à 150 mètres de l’actuelle place du Colonel Fabien en direction du parc des Buttes Chaumont)[14].
- 1768 : Création de la nouvelle route d'Allemagne (avenue Jean Jaurès actuelle).
- 1782-1789 : Conception et construction de la Rotonde (1789) de Claude-Nicolas Ledoux, barrière d'octroi du mur des Fermiers généraux de Paris au-delà de laquelle s’étend la paroisse de la Villette.
- 1789 : le Village entier de la Villette dépend de trois paroisses : la paroisse Notre Dame de saint Laurent, la paroisse de l’église de la Villette et la paroisse de La Chapelle ; mais le mur des fermiers généraux a pour effet involontaire d’unifier les trois paroisses en une seule : la paroisse de la VilletteVue du village de la Villette, carnet de croquis de l’artiste néerlandais Van Dirk Verrijk au milieu du XVIIIe siècle.

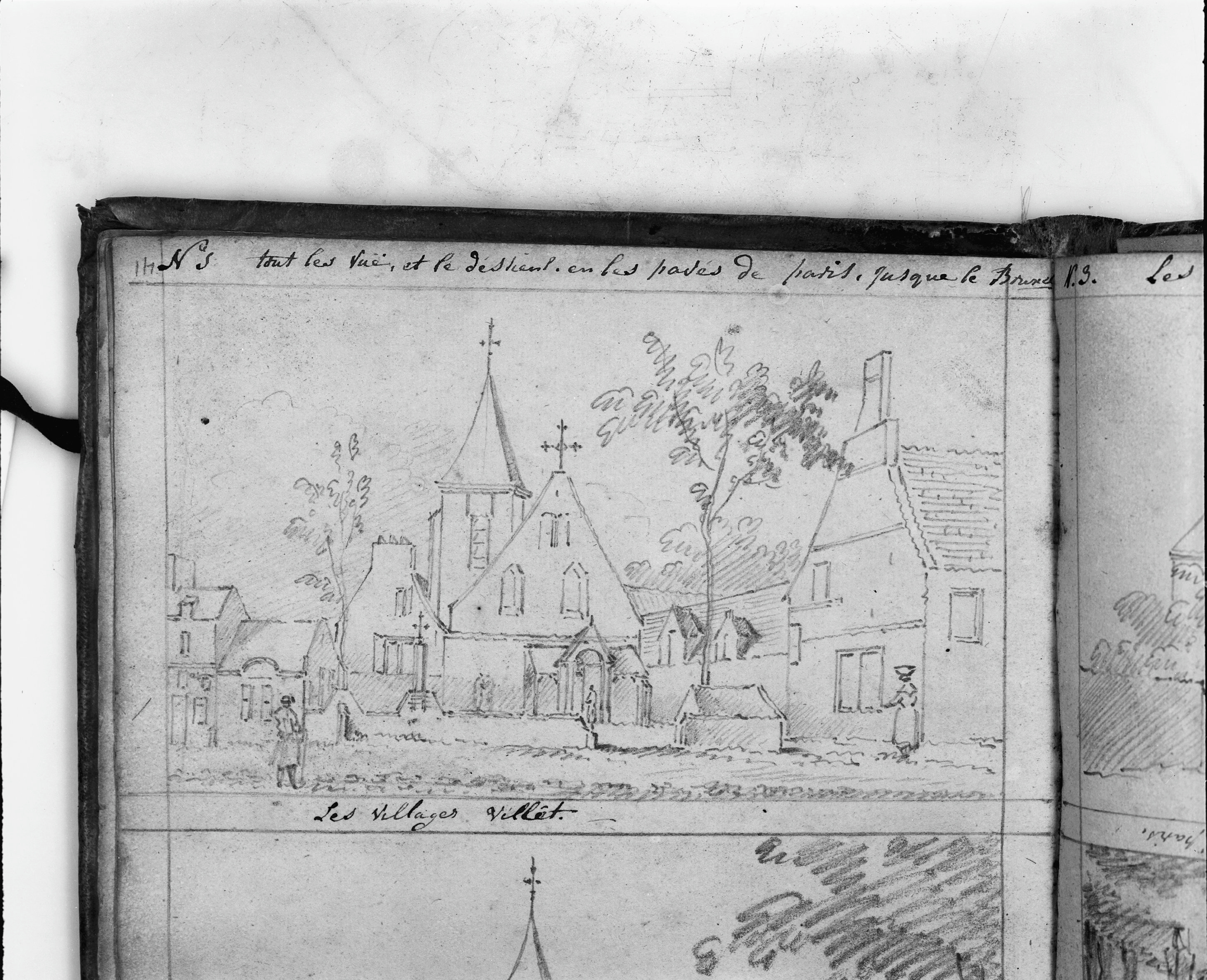
Vue du village de la Villette, carnet de croquis de l’artiste néerlandais Van Dirk Verrijk au milieu du XVIIIe siècle.

### Naissance de la commune de la Villette
- 1790 : La paroisse de la Villette devient commune. De 1790 à 1860, les limites de la commune de la Villette ne changent pas. Elles longent la rue d’Aubervilliers formant une petite enclave sur les territoires de Pantin, elles passent par la porte de Pantin jusqu'à la rue d'Hautpoul, traversant l'actuel parc des Buttes Chaumont jusqu’à la rue de Meaux, elles descendent ensuite l'avenue Secrétan, et rejoignent la rue d’Aubervilliers par la barrière de Combat (au niveau de la place du Colonel Fabien).
- 1791 : Le 20 juin, à 1h20 du matin, passant par la rue du Faubourg-Saint-Martin, Fersen accompagne la Berline de Louis XVI jusqu’à la Rotonde de la barrière de la Villette avant de faire ses adieux au roi en fuite.
- 1802 : Par un décret en date du 29 floréal de l’an X, le Premier consul Bonaparte ordonne la création du réseau des canaux parisiens, dont celui du canal de l’Ourcq sur les plans de Louis Bruyère.
- 1805 : La foule acclame Napoléon vainqueur de la Bataille d'Austerlitz qui entre dans Paris avec son armée par l’arc de triomphe de la Villette (aujourd’hui disparu) de l’actuelle place Stalingrad.
- 1806 : Commencement des travaux de construction du bassin de La Villette.
- 1807 : Le 25 novembre, retour de la Garde Impériale après la Campagne de Prusse ; Mise au jour de 2 500 pièces romaines lors du creusement du grand Bassin.
- 1808 : Juifs et protestants peuvent être enterrés dans la même terre que les catholiques ; abandon du cimetière juif au 44, rue de Flandre.

### Ère industrielle

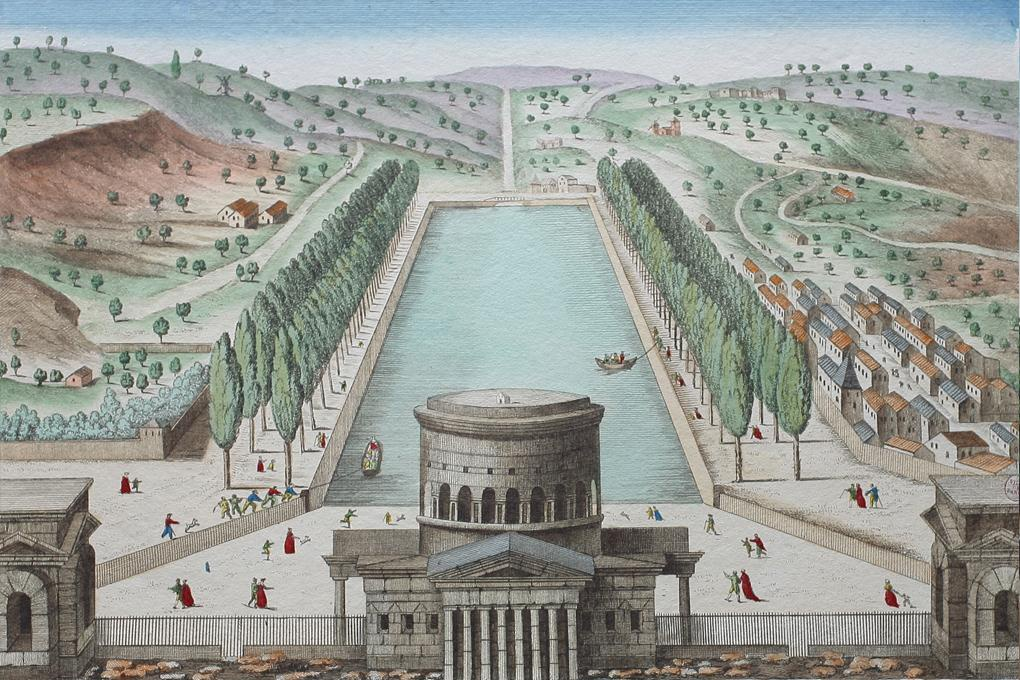
La Rotonde de Claude-Nicolas Ledoux et le bassin de la Villette en 1820.

- 1809 : Achèvement des travaux du bassin de La Villette.
- 1814 : Le 30 mars, le général Mortier avec 24 000 soldats lutte désespérément contre 160.000 coalisés puis capitule. En fin de journée, les négociations pour la reddition se déroulent au Petit Jardinet où Lebrun tenancier du lieu offre un verre d’aramon au duc de Raguse. Le 31 mars à 11h00, les coalisés entrent dans Paris.
- 1815 : Le 24 novembre, des Anglais brisent la glace et sont engloutis dans le bassin de la Villette; Louis XVIII, de retour d’exil à Gand, fait son entrée dans Paris en passant par la Rotonde. Napoléon est alors sur l’île d’Elbe.
- 1820 : Le 5 décembre, la Mairie de la Villette déclare que le Bassin de la Villette sera ouvert au patinage.
- 1824 : Première restauration de la Rotonde de La Villette.
- 1825 : Le 6 juin, Charles X traverse La Villette en revenant de son sacre à Reims.
- 1830 : La Rotonde devient un casernement de la garde municipale jusqu’en 1860.
- 1833 : Interdiction des combats d’animaux sur la place du Combat (actuelle place du Colonel-Fabien).
- 1837 : Fin des travaux du Canal de l’Ourcq.
- 1841 : Début de la construction de l’Enceinte de Thiers (ou Fortifications.); le 9 mars, pose de la première pierre de l’église-saint-Jacques-saint-Christophe.
- 1844 : Achèvement des fortifications ; Consécration de l’église Saint-Jacques-Saint-Christophe par l’archevêque de Paris.
- 1848 : Le 23 juin, des barricades sont édifiées dans la rue de Flandre et dans la rue d’Allemagne (actuelle avenue Jean Jaurès). Percement de la rue de l'Ourcq

### Annexion de la Villette et de Belleville à Paris

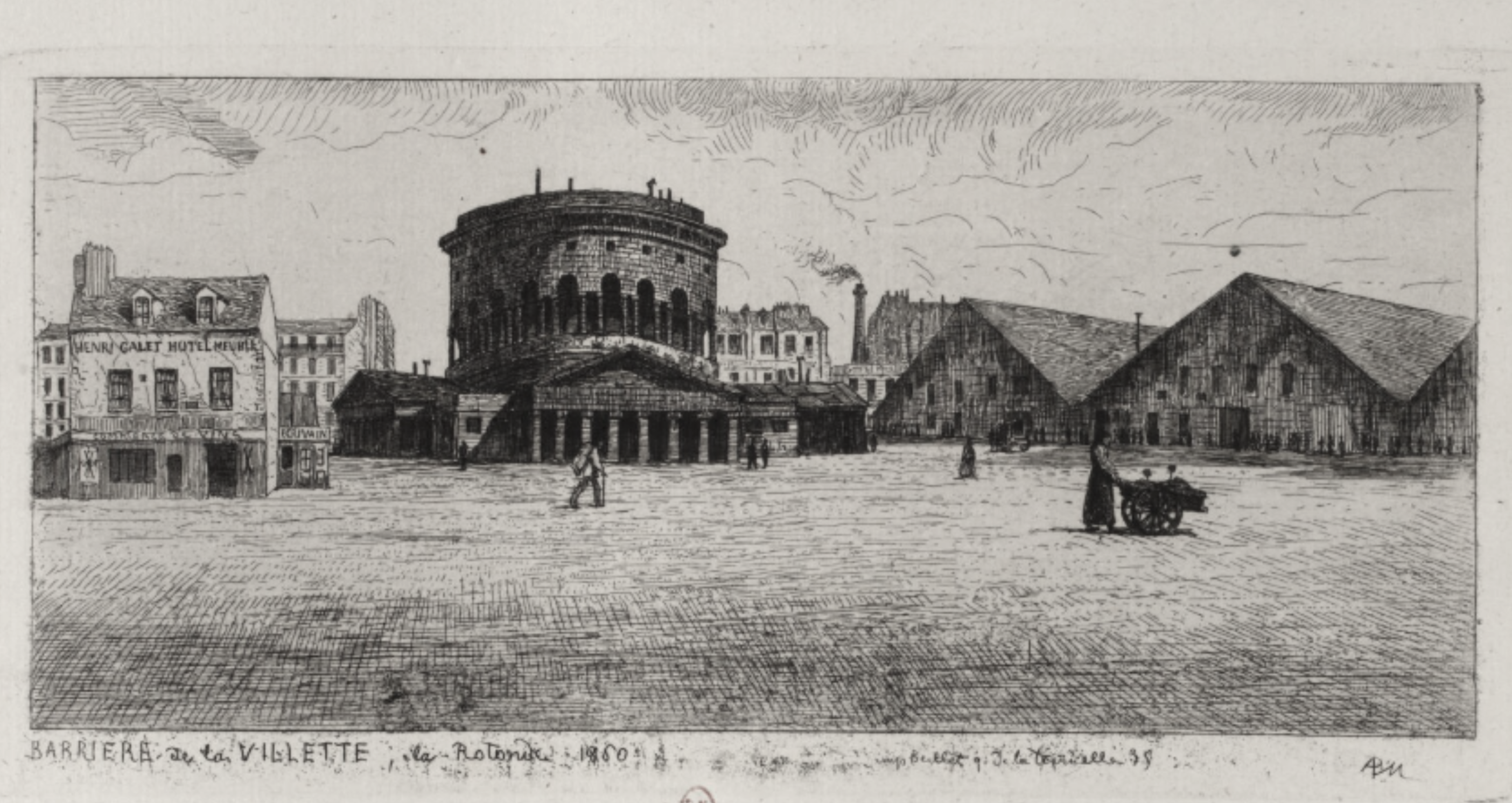
Barrière de la Villette / Rotonde de Claude-Nicolas Ledoux, en 1860 (date de l’annexion par Paris de la Villette).

- 1850 : Le réseau des chemins de fer de l'Est occupe les grands espaces entre les villages de La Chapelle et de la Villette.
- 1853 : Mise en service de la petite ceinture entre les Batignolles et Bercy.
- 1854 : Destruction de l'enceinte des fermiers généraux - report de l'octroi aux fortifications.
- 1859-60 : La Villette est annexée à Paris malgré des protestations ; l'arrondissement fait partie des huit arrondissements constitués lors de l'annexion des communes périphériques à la ville en 1860 (Belleville, la Villette, ainsi que des parties des communes d’Aubervilliers et de Pantin). Le territoire du 19e comprend celui de l'ancienne commune de la Villette et environ la moitié nord de celui de l'ancienne commune de Belleville (représentant environ un tiers de l'arrondissement) compris entre le boulevard de la Villette à l'est, la rue de Belleville au sud, le boulevard Sérurier à l'est, les rues des Carrières d'Amérique, Manin (approximativement), Cavendish et de Meaux au nord.
- 1865 : Deuxième restauration de la Rotonde de La Villette.
- 1865 : La Rotonde devient un grenier à sel jusqu’en 1921 ; Le 6 avril, le Conseil d’État approuve, par décret, la création d’un marché à bestiaux et d’abattoirs publics à la Villette.
- 1866 : Le 29 mai, explosion dans la fabrique de M. Aubin, artificier de la ville de Paris et de l’Empereur.
- 1867 : Les abattoirs généraux sont ouverts le premier janvier, et le marché aux bestiaux, le 21 octobre, avec l’installation de la fontaine aux Lions de Nubie où elle sert d’abreuvoir aux bêtes. Construction du temple de la Sibylle du Parc des Buttes Chaumont.
- 1869 : En janvier, Inauguration du pont sur le canal de l’Ourcq reliant le nouveau marché aux bestiaux aux abattoirs généraux ; L’Usine de la Villette possède 12 gazomètres ; le 1er avril est inauguré Parc des Buttes Chaumont.Vue générale des abattoirs de la Villette avec l’horloge centrale.

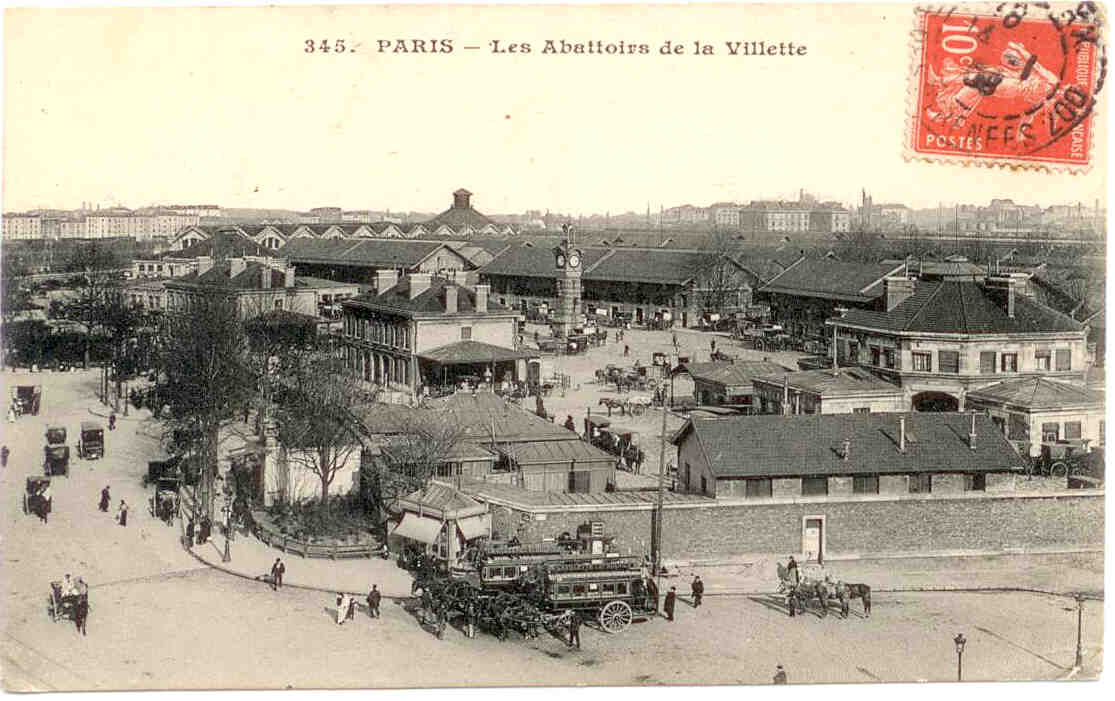
Vue générale des abattoirs de la Villette avec l’horloge centrale.

- 1871 : Troisième restauration de la Rotonde de La Villette ; Incendie des docks de La Villette, le 26 mai, par les « pétroleuses » de la Commune pour permettre au Fédérés de s’enfuir. Construction des entrepôts jumeaux quai de Seine et Quai de Loire.
- 1874 : Au mois de mars, Le Ballon Michel le Brave de Jules Duruof est photographié par Nadar dans le quartier de la Villette.
- 1877 : Construction de l’Horloge des abattoirs de la Villette à l’emplacement de l'actuelle « folie horloge » du Parc de la Villette.
- 1879 : La place créée en 1836 en haut de la butte de Belleville est baptisée place des Fêtes.
- 1882 : Construction de la grande passerelle de la Moselle sur le Bassin de la Villette.
- 1884 : Reconstruction des magasins généraux quai de Seine et Quai de Loire[15].
- 1885 : Inauguration du Pont levant de la rue de Crimée, le 2 août.
- 1887 : L’aérostat le Horla de Jovis et Mallet s’envole des gazomètres de la Villette avec à son bord Guy de Maupassant.
- 1897 : Grève des abattoirs de la Villette au mois de novembre.

#### Débuts du vingtième siècle

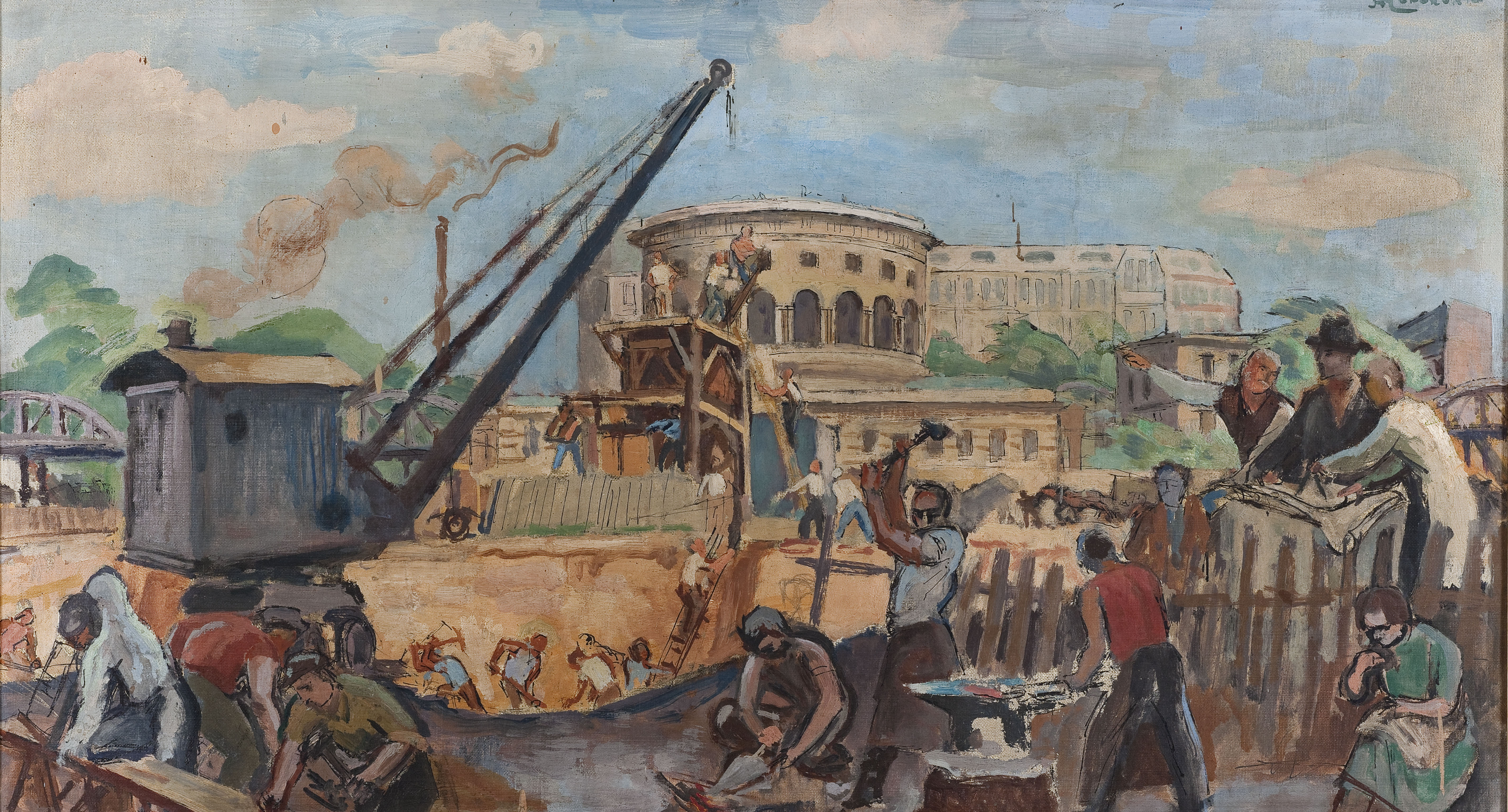
Le Travail, peinture de Jean Marchand, 1930, musée des Beaux-Arts de la Ville de Paris, Petit Palais.

- 1902 : Construction de la ligne aérienne 2 du métro parisien.
- 1907 : Le 24 avril, la Rotonde est classée au titre des monuments historiques.
- 1914 : Création du métro ligne 7.
- 1918 : De mars à août, les pariser Kanonen frappent à 34 reprises les rues de Crimée, de l’Ourcq, quai de Seine, rue Tandou, rue de Meaux, rue de Flandre, rue de Thionville, rue Riquet, quai de l’Oise causant au moins sept morts et des dizaines de blessés.
- 1926 : Il apparaît dans les statistiques de la Mairie de Paris que le 19e arrondissement est l’arrondissement le plus pauvre de Paris avec les ⅘ de la population considérée comme indigente[16].
- 1928 : Grève des bouviers, abatteurs et boyaudiers de La Villette qui sont remplacés par des volontaires de la garnison au mois de décembre.
- 1934 : La section comprise entre la rue de Thionville et la rue de l'Ourcq de la petite ceinture est fermée au service voyageurs.
- 1936 : En septembre, grève de la Batellerie sur le canal de l’Ourcq qui menace de s’étendre à toute la région parisienne.
- 1938 : La Rotonde est dégagée. Le square Jean Paris est aménagé à ses abords.
- 1940 : Création de la ligne 5 du métro parisien.

#### Après-guerre
- 1945 : En juillet, création de la place de la Bataille de Stalingrad par séparation du boulevard de la Villette de la place de l’Ourcq.
- 1953 : Inauguration des studios de Cinéma et de Télévision des Buttes Chaumont.
- 1954 : opération de rénovation publique des îlots de Flandre, Riquet, Tanger.
- 1959/1969 : reconstruction du Marché et des Abattoirs de la Villette
- 1960 : Le 3 mai, incendie dans les locaux de la gare marchandises Est-Villette.
- 1966 : Remplacement de la grande passerelle de la Moselle par la petite passerelle actuelle.
- 1967 : Scandale de la Villette (scandale financier lié à la reconstruction des abattoirs). La Rotonde et les plans d'eau sont zone protégée, inscrits à l'inventaire des sites pittoresques.
- 1974 : Fin d’activités de l’entrepôt jumeau du quai de Loire[15].
- 1975 : Fin de l’activité des 54 hectares du site des abattoirs de la Villette.
- 1977 : Les Jackson Five prennent la pause au sortir des studios des Buttes Chaumont devant le café « chez Jean » du côté des actuelles rue Carducci et rue des Alouettes.

### Années 1980
- Le 12 janvier 1984, inauguration du Zénith par François Mitterrand et Jack Lang.
- Le 25 janvier 1985, inauguration de La Grande Halle par François Mitterrand ;
- Le 6 mai 1985, inauguration de La Géode par François Mitterrand.
- Le 13 mars 1986, inauguration de la Cité des sciences et de l’industrie par François Mitterrand.
- Le 12 octobre 1987, inauguration du Parc de La Villette par François Mitterrand.
- Le 10 octobre 1989, installation de l'Argonaute dans le parc de la Villette.
- Le 7 décembre 1990, inauguration de la Cité de la musique par François Mitterrand.
- Le 10 février 1990, incendie des magasins généraux du quai de la Seine.
- Destruction des Studios des Buttes Chaumont en 1996 (fermés depuis l'automne 1993).
- En décembre 1997, inauguration du Cabaret sauvage[17].
- Extension de Paris-Plages au bassin de la Villette à partir de 2007.
- Le 11 octobre 2008, ouverture de l’Espace Culturel du Centquatre sur le site de l'ancien Service municipal des pompes funèbres, au 104 de la rue d'Aubervilliers.

### Depuis 2014
- La Philharmonie de Paris de Jean Nouvel est inaugurée le 14 janvier 2015.
- En Mars 2020, installation de promenades vertes  sur l'emprise de la petite ceinture[18] : la section comprise entre la rue de Thionville et la rue de l’Ourcq (accès situés près du 19 rue de Thionville et par la Ferme du Rail) et la Section de la rue Curial est pareillement aménagée en juillet 2020 (accès situés près du 95 rue Curial et près du 177 avenue de Flandre).
- En 2016, création du centre commercial Vill'Up.
  - Cinéma Pathé Villette de 16 salles[19].
  - Installation IFLY de vol en soufflerie pour tous, avec démonstration aérienne acrobatique[20].

## Monuments et lieux institutionnels

### Lieux culturels d’intérêt national et international

#### Lieux de concerts et de créations musicales
- La Philharmonie de Paris : conçue par l’architecte Jean Nouvel et inaugurée le 14 janvier 2015, comprenant :
  - Une grande salle de concerts symphoniques de 2 400 places ;
  - Un espace d’exposition de plus de 1 100 m2 ;
  - Un pôle éducatif de 1 750 m2 ;
  - Des locaux pour les résidences d’orchestres ;
  - Des salles de répétition. ;
  - Des studios ;
  - Un Restaurant bistronomique.

- La Cité de la musique, conçu par l’architecte Christian de Portzamparc et inauguré le 12 janvier 1995, comprenant :
  - Un amphithéâtre de 250 places ;
  - Une salle de concert entièrement modulable, pouvant accueillir de 900 à 1 600 spectateurs ;
  - le musée de la musique contenant une importante collection d'instruments de musique classique datés pour l'essentiel entre les XVIe et XXIe siècles ;
  - Une importante médiathèque musicale et des espaces de documentation professionnels ;
  - Des salles d'expositions ;
  - Des ateliers pédagogiques.

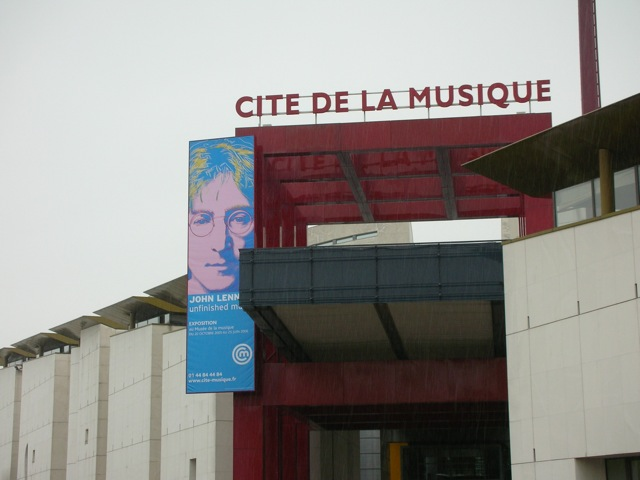
Cité de la Musique.

- Le Conservatoire national supérieur de musique et de danse de Paris : conçu par l’architecte Christian de Portzamparc et inauguré le 07 décembre 1990, comprenant 78 salles de classe ; 70 studios de travail ; 3 salles d'examens et de concours ; 7 plateaux d’orchestre ; 3 salles publiques ; une salle d’orgue ; une salle d'art lyrique ; l'espace Maurice-Fleuret ; un centre électroacoustique ; des espaces communs et la médiathèque Hector-Berlioz.
- La Grande halle de la Villette, construite en 1867 par l'architecte Jules de Mérindol (1815-1888) élève de Victor Baltard, assisté de Louis-Adolphe Janvier. Élément fondamental de l'ensemble culturel urbain du parc et la grande halle de la Villette, situés dans le quartier du Pont-de-Flandre » depuis 1993, et outre son espace de Concert et d'Exposition, elle comprend aujourd'hui un hall d'accueil, une librairie et un restaurant. Elle accueille notamment le Festival Jazz à la Villette créé en 2002 et qui se tient chaque été au début du mois de septembre.

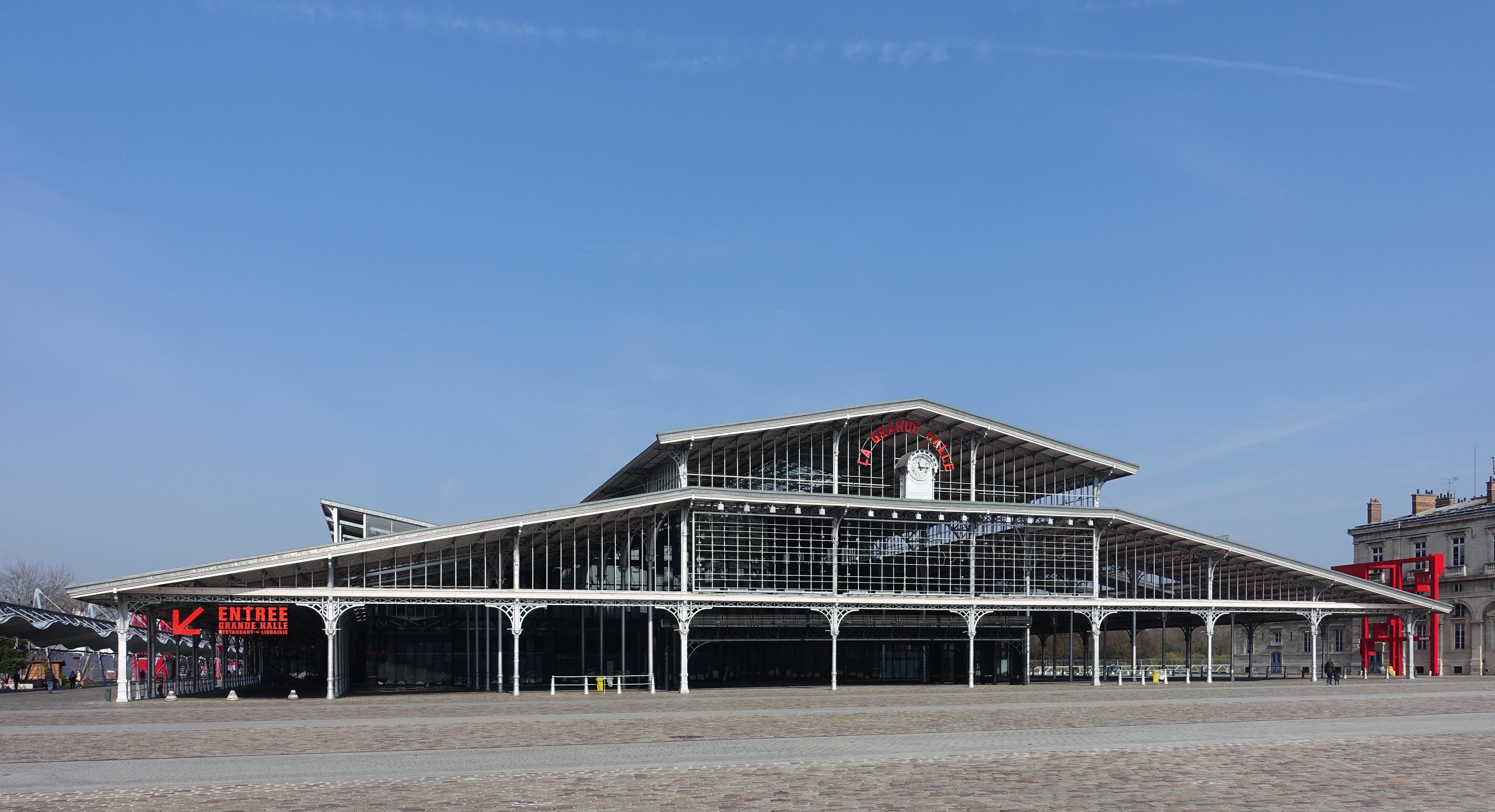
Grande Halle de la Villette en 2016.

- Le Zénith Paris - La Villette : inauguré en 1984 par les architectes Chaix & Morel et associés, est une salle de concert parisienne d’une capacité de 6 804 places, située dans le parc de la Villette.Salle du Zénith.

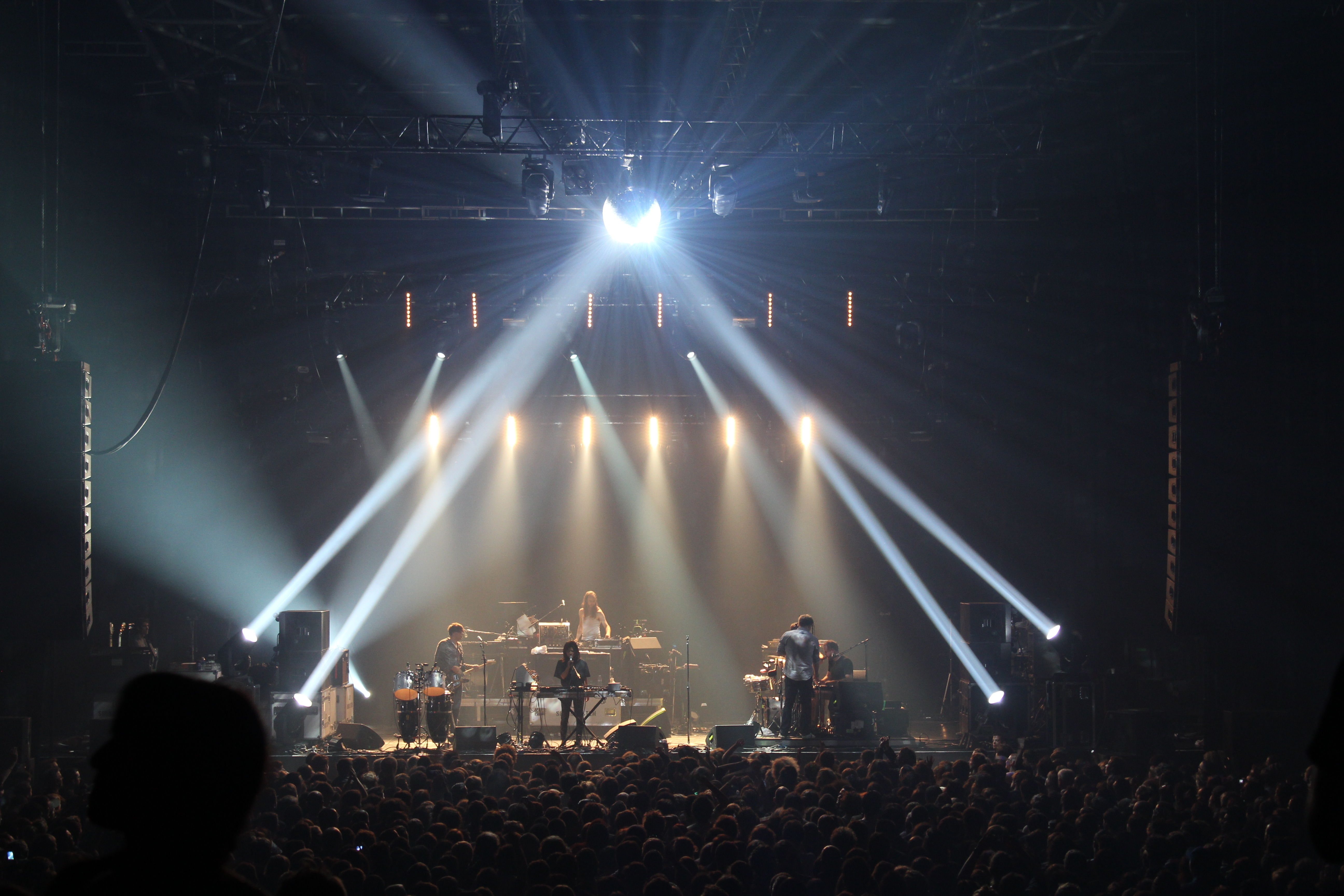
Salle du Zénith.

- Le Trabendo (Anciennement le Hot Brass), salle de spectacle et de Concert créée au milieu des années 1990 d’une capacité de 700 places pour la scène Jazz et entièrement rénové en 2012.
- Le Cabaret Sauvage, Salle de spectacle et de Concert d’une capacité de 600 personnes assises et 1200 debout, créé en 1997.

#### Sciences
- La Cité des sciences et de l'industrie : Il s’agit d’un Musée national spécialisé dans la culture scientifique et technique, la Cité, conçue par l’architecte Adrien Fainsilber et inauguré le 13 mars 1986 comprend :
  - L’Espace Explora regroupant sur trois niveaux les principales expositions permanentes organisées autour de thèmes des mathématiques, de l’image et du son, des jeux de lumière, de l'espace, des océans, de l’énergie, de l'automobile, des roches et volcans, des étoiles et des galaxies) ;
  - La Bibliothèque des sciences et de l'industrie : sur 3 étages, elle se divise en trois grands secteurs : grand public, enfance et histoire des sciences. On y trouve également des bornes interactives qui permettent de visionner directement des films, documentaires, dessins animés, etc. Au niveau 0, on trouve la médiathèque enfant et le cinéma Les Shadoks. Dans la médiathèque, on trouve les quatre espaces de services suivants :
    - Le Carrefour numérique (Niveau -1) qui accueille de nombreuses associations de l'open source ou des logiciels libres, des événements ouverts à tous,
    - La Cité des métiers (Niveau -1) : Lieu d'information sur l'emploi, les formations, les métiers, la Cité des métiers met à disposition des conseillers et un important fonds documentaire,
    - Cité de la santé (niveau -1) : située à l'entrée de la médiathèque grand public, la Cité de la santé est un espace d'information et de conseils sur tout ce qui concerne la santé,
    - La Cité des enfants (Niveau 0) divisé en deux espaces : l'espace pour les 2 à 7 ans et l'espace pour les 5 à 12 ans ;

  - L'Auditorium (Niveau 0) est la salle de conférences des programmes du Collège ;
  - Le cinéma Louis Lumière (Niveau 0) ;
  - Un planétarium est situé dans les expositions (Niveau 2) ;
  - Un centre des congrès (Niveau -1) ;
  - L'aquarium (Niveau -2) ;
  - L'espace Condorcet (Niveau 0) ;
  - Une aire de pique-nique (Niveau -1) ;
  - Une boutique de livres et jouets scientifiques (Niveau 0) ;
  - Des restaurants (Niveau -2) ;
  - Vill'Up (Niveaux -1 à 2) 30 novembre 2016, « Vill’Up », un pôle de loisirs culturels et de commerces de 24 000 m2 a ouvert dans la quatrième travée du bâtiment.

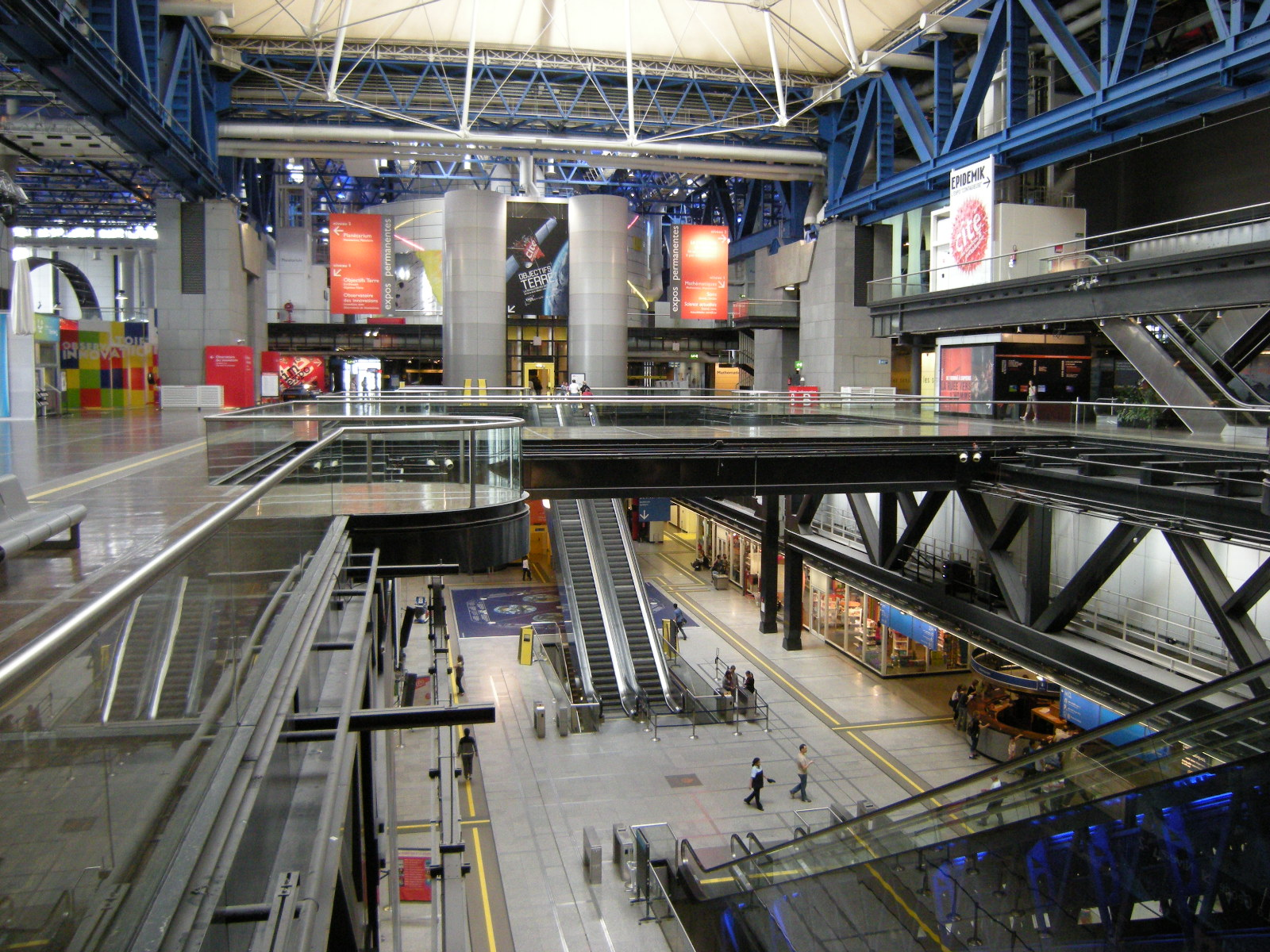
Cité des Sciences et de l'Industrie

.

#### Arts Contemporains
- Le Centquatre-Paris :

D'une surface totale est de 39 000 m2, le 104 comprend 1 900 m2 de services et de commerces, d'un pôle évènementiel et commercial de 2 500 m2 pouvant être doublé, de deux salles de spectacles de 200 à 400 places avec leurs foyers, de 4 000 m2 de plateaux de fabrication et de production répartis en 16 ateliers et 18 bureaux, d'un incubateur d’entreprises, le 104 factory, occupant environ 800 m2, d'un équipement de pratiques artistiques amateurs de 500 m2, de 6 appartements (du studio au 4 pièces), d'environ 1 400 m2 de stockage répartis sur le site, d'un parking réservé aux professionnels de 162 places et un plateau de logistique avec une ample zone de quais de déchargement, d'un parking public de 162 places situé à proximité, d'environ 2 500 m2 de locaux techniques. 200 artistes sont en permanence sur le lieu dont 60 permanents. La Capacité d’accueil est de 5 000 personnes, (110 millions d'euros d'investissement financé à 100 % par la Ville de Paris, 15 millions d'euros de fonctionnement annuel, dont 8 millions financés par la Ville de Paris, 35 000 m2 ouverts au public dont 500 m2 dédiés à un travail en lien avec le quartier : Le Cinq).
- Le Plateau (centre d'art contemporain, FRAC d'Île-de-France) :

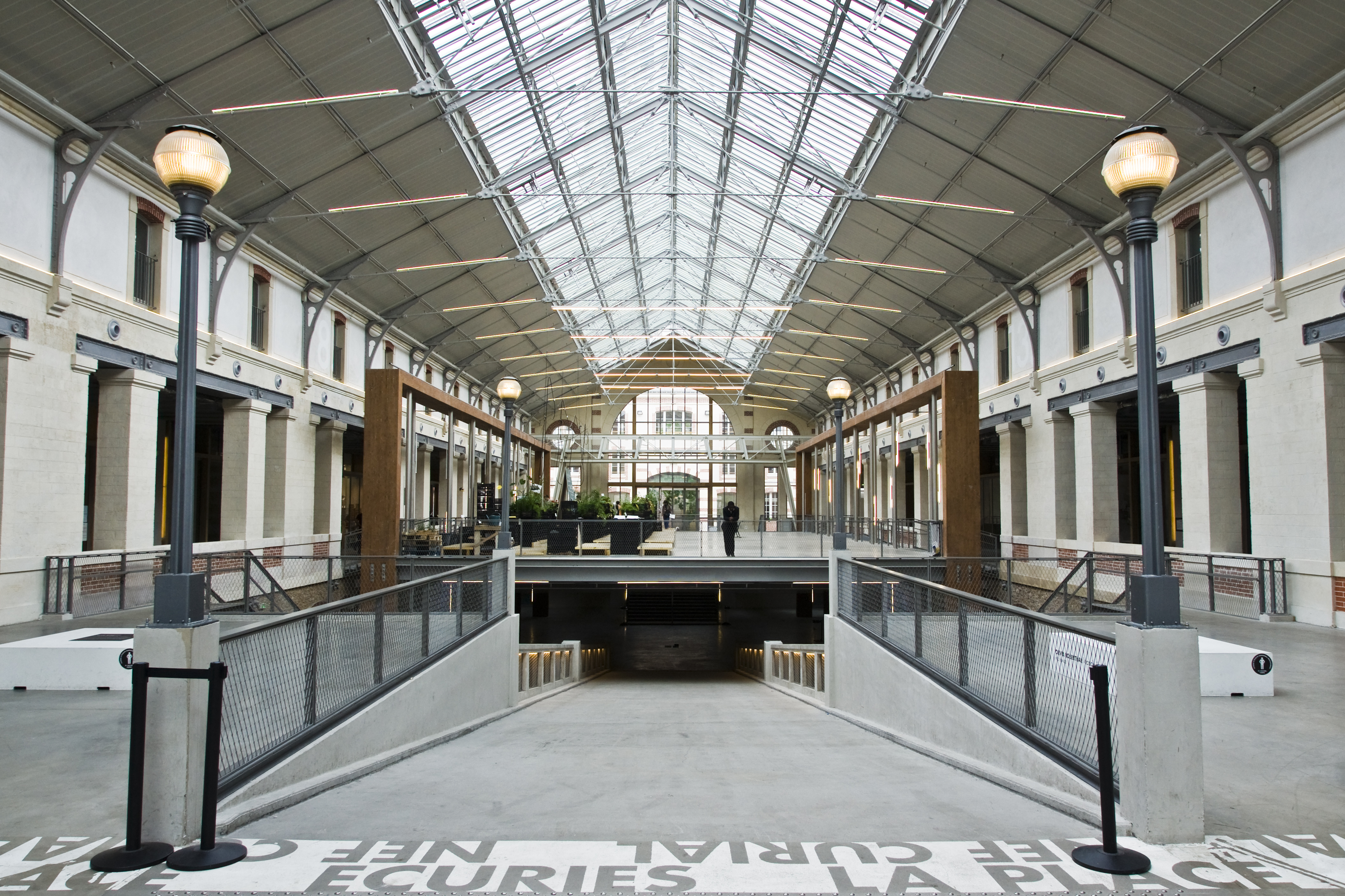
Le CentQuatre-Paris.

Créé en janvier 2002 et conçu par l’architecte Jean-Marc Lalo, le Plateau est situé au 22, rue des Alouettes au-dessus du parc des Buttes-Chaumont. Il s’agit d'un lieu d’exposition d’arts contemporains de 600 m2.
- Le musée des graffitis :

Ouvert depuis le 26 mai 2009, le Musée invite des graffeurs à exercer à réaliser des fresques sur des panneaux changés tous les 15 jours. Les meilleurs sont conservés pour constituer une collection. Ce projet muséal est l'idée originale de l'association de quartier, Lilolila, située au 295, rue de Belleville, qui cultive un jardin partagé depuis 2004.

#### Cinéma
- La Géode : La Géode est un bâtiment de type dôme géodésique, proche d'une sphère, situé dans le parc de la Villette, conçue par les architectes Adrien Fainsilber et Gérard Chamayou, et inauguré en 1985. C'est également une salle de cinéma et une société de distribution de film, adhérent au Syndicat des distributeurs indépendants, au 26 Avenue Corentin Cariou, 75019 Paris ;
- La Maison du film : association régie par la loi de 1901, créée en 1987 au 10, passage de Flandre. Elle a pour mission de soutenir la création cinématographique et développe à ces fins diverses actions (formations, mise en réseau, aides et résidences artistiques)[23] ;
- Salles de cinéma :
  - Les MK2 quai de Seine et Quai de Loire (avec navette fluviale rejoignant les deux cinémas),
  - Pathé Villette du Centre commercial Vill’Up dans la Cité des Sciences et de l’Industrie. Multiplexe avec Salle IMAX,
  - UGC Ciné Cité Paris 19, 166 Bd Mac Donald.

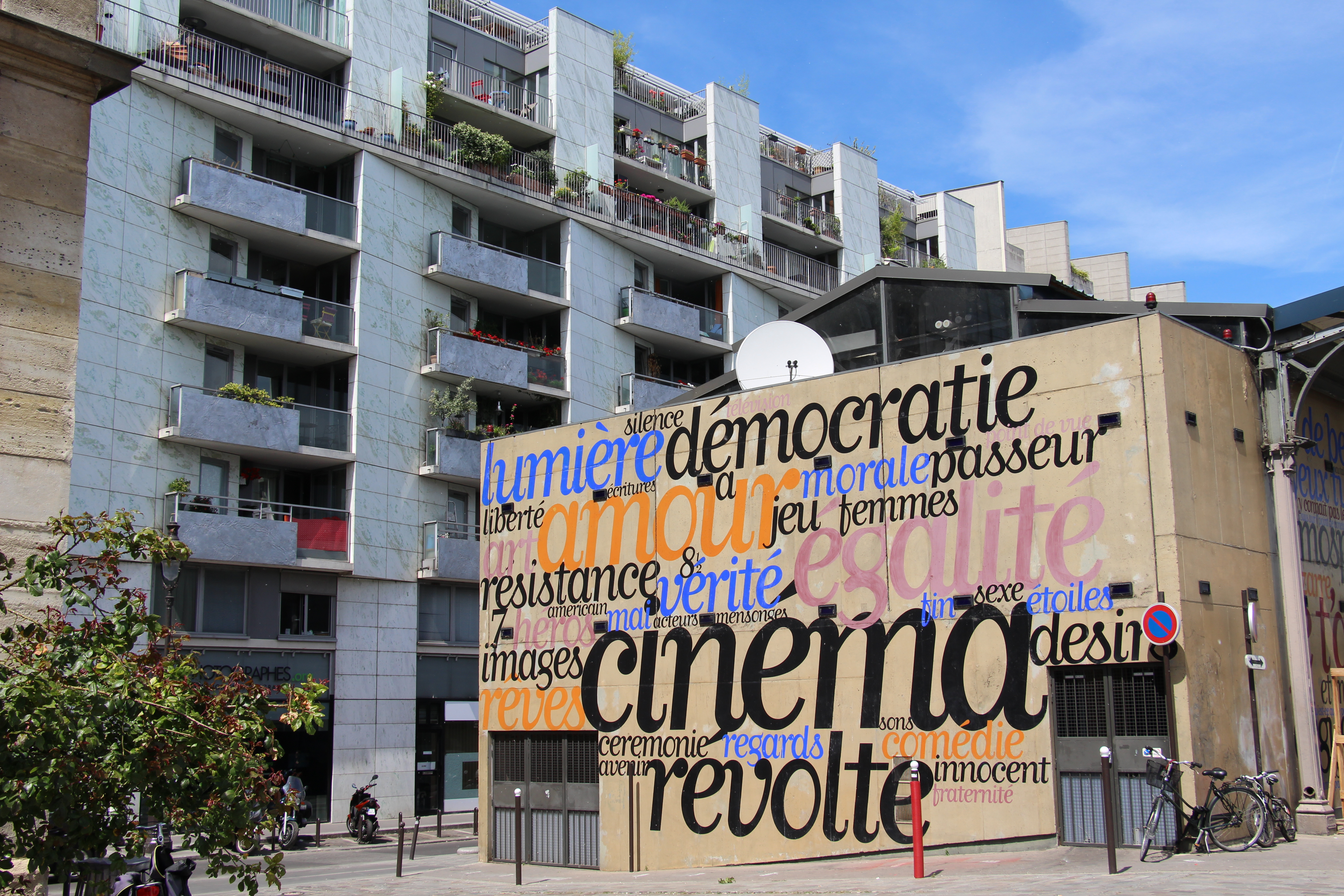
MK2 Quai de Seine.

#### Salles de théâtres
- Théâtre Paris-Villette : au 211, avenue Jean-Jaurès[24] ;
- Théâtre du Gouvernail : dans la rue piétonne du 5, passage de Thionville[25] ;
- Théâtre Darius-Milhaud : allée Darius-Milhaud[26] ;
- L'Espace Culturel des Arts du Masque : 32, rue de la Solidarité[27] ;
- Théâtre la Croisée des chemins - Salle Belleville - 120 bis rue Haxo ;
- L’Atelier du Plateau - Théâtre Écarlate, au 5, rue du Plateau ;
- Bouffon Théâtre, au 26-28, rue de Meaux ;
- Le Centquatre : au 11 de la rue Curial. (cf. à Arts contemporains)[28] ;
- Théâtre des Artisans : au 14, rue de Thionville. (théâtre de 48 places, ouvert en 2009 et fermé depuis 2011).

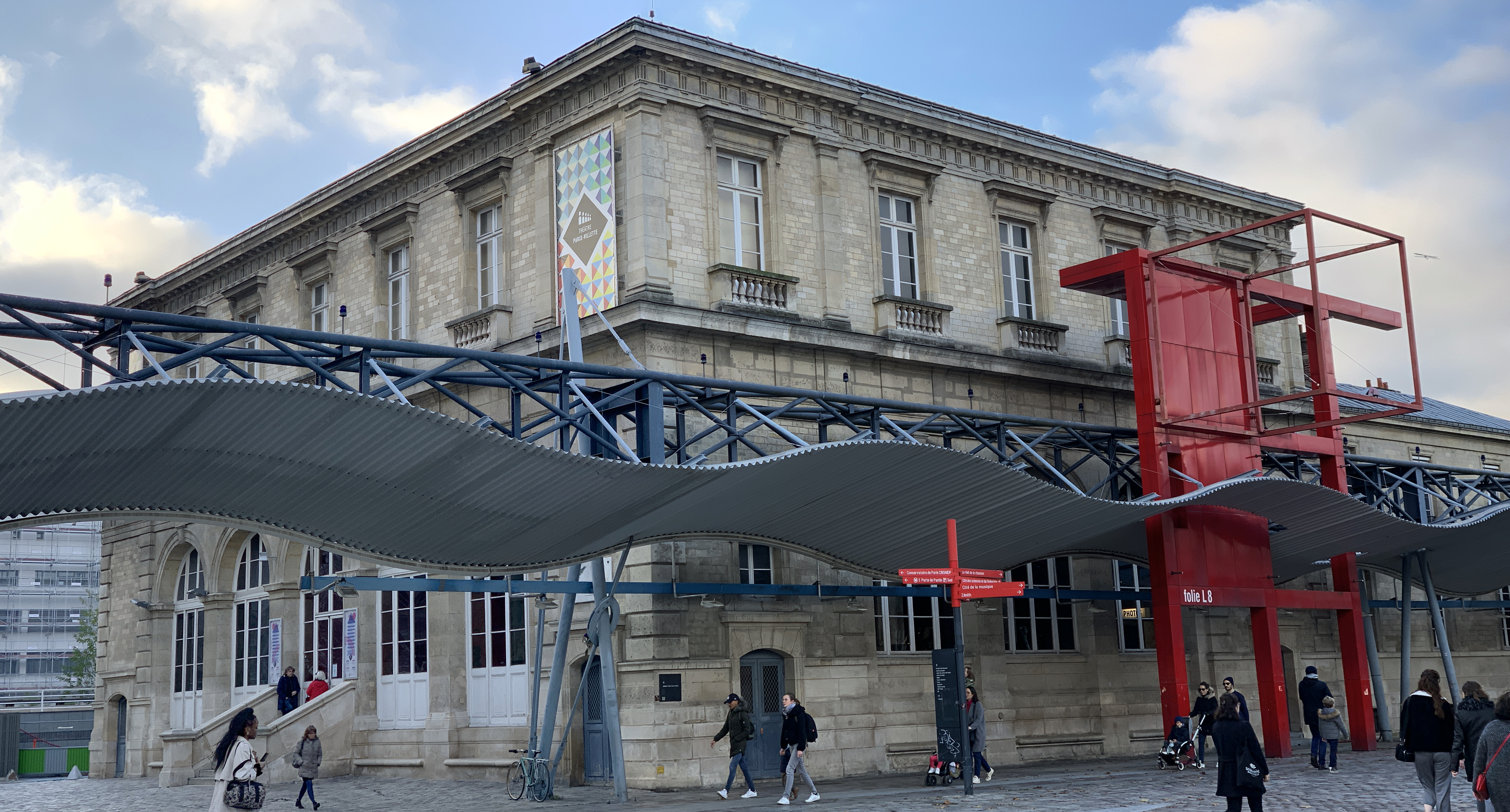
Théâtre Paris-Villette.

### Lieux culturels locaux

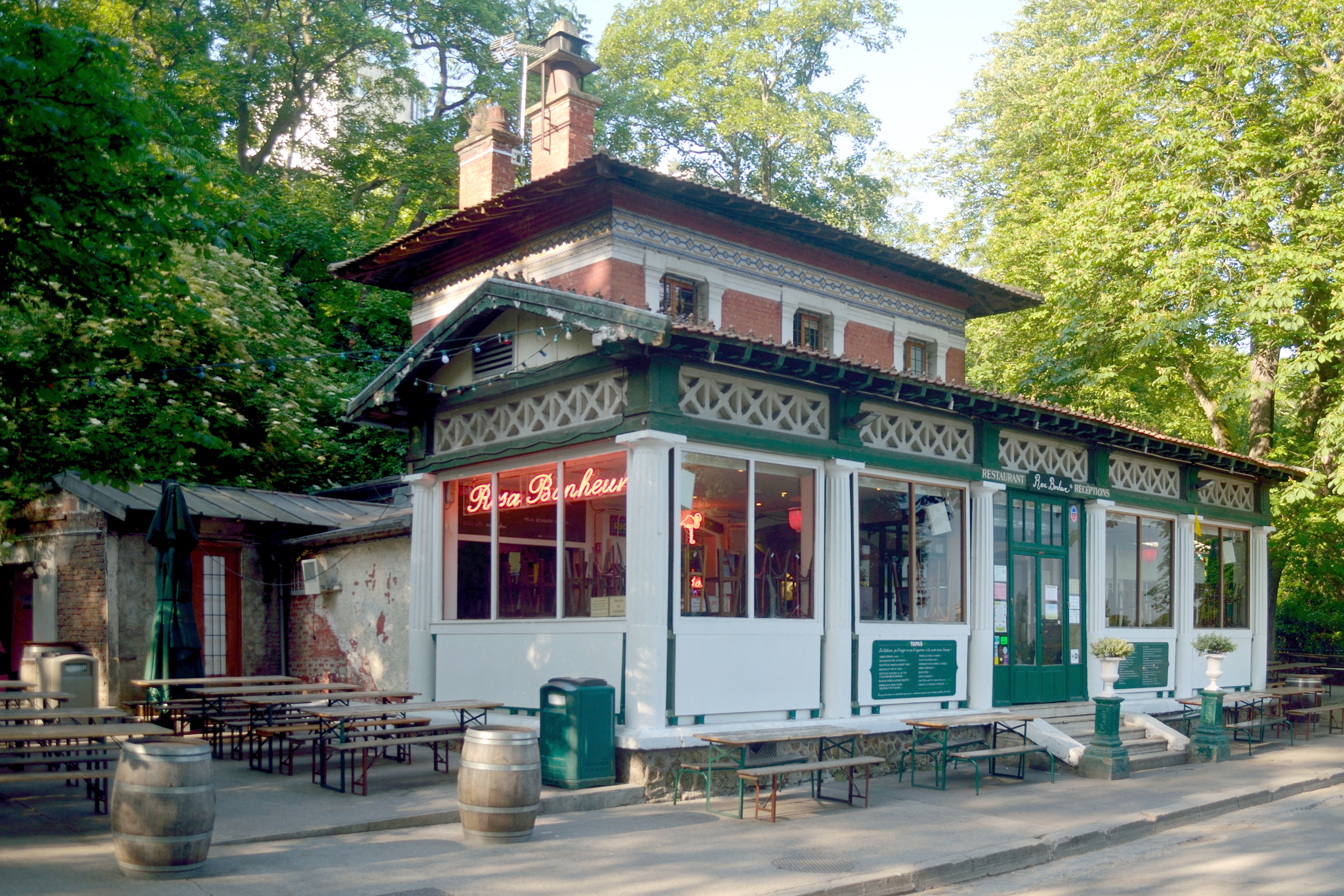
Guinguette Rosa Bonheur (2015).

- De nombreuses péniches autour du canal de l'Ourcq ont une vocation culturelle (opéra, cinéma, théâtre)[29]. Quai de l’Oise, péniche Grande Fantaisie.

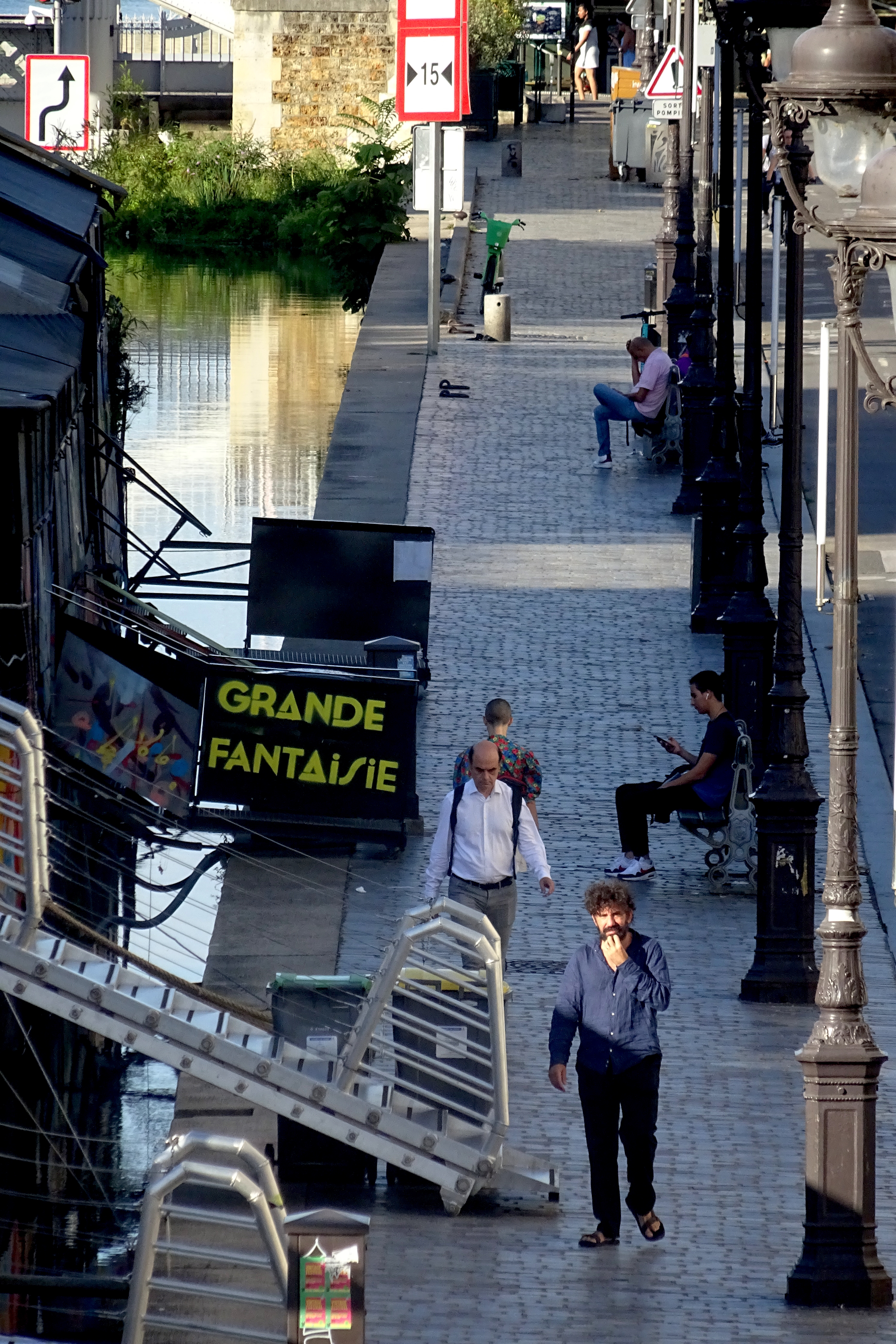
Quai de l’Oise, péniche Grande Fantaisie.

  - Péniche Anako :  Bassin de la Villette face au 34 quai de la Loire75019 Paris[30]
  - Péniche Cinéma le Baruda : Canal de l'Ourcq - Parc de la Villette59, boulevard MacDonald 75019 PARIS - (face au Cabaret Sauvage) [31]
  - Péniche Antipode : Face au 55, quai de la Seine, 75019 Paris[32]
  - Péniche Café/Librairie botanique - L'eau et les Rêves, 9 Quai de l'Oise 75019 PARIS[33]
  - Péniche le Nez Rouge : Le plus ancien bateau-théâtre navigant de France (concerts et spectacles d’humour) au 13 Quai de l'Oise, 75019 Paris
  - Péniche La Pop : Lieu de Création musicale, Face au 61 quai de la Seine – 75019 Paris[34]
  - Péniche La Grande Fantaisie :  3 Quai de l'Oise, 75019 Paris
  - Péniche Le Barboteur, lieu culturel itinérant, souvent quai de l'Oise[35]
- Guinguette Rosa Bonheur[36] à l’intérieur du parc des Buttes-Chaumont, une des quatre guinguettes de l’Est parisien.

### Œuvres d’art et mobilier urbain remarquable
- La Bicyclette ensevelie dans le parc de la Villette
- L'Artère, le jardin des dessins, sculpture en céramique à la mémoire des victimes du sida dans le parc de la Villette
- De la verticale à l'oblique, fresque datant de 1982, installée à l'intérieur de la station de métro Corentin Cariou.
- Horizons suspendus, sculpture abstraite en fonte, des quais de la Seine.
- Motifs d'une porosité, mur de briques situé contre la façade de la piscine Pailleron.
- Neuf fontaines Wallace (3, rue Lally-Tollendal / 106 et 125 rue de Meaux / rue Armand-Carrel / 51 avenue Simon-Bolivar / 53 quai de Seine / boulevard Sérurier / passage des Mauxins et avenue Jacques-de-Liniers dans le parc des Buttes-Chaumont).

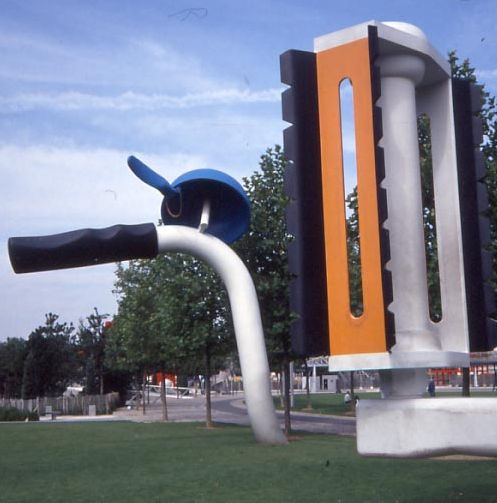
La Bicyclette ensevelie est une œuvre des artistes Claes Oldenburg et Coosje Van Bruggen.
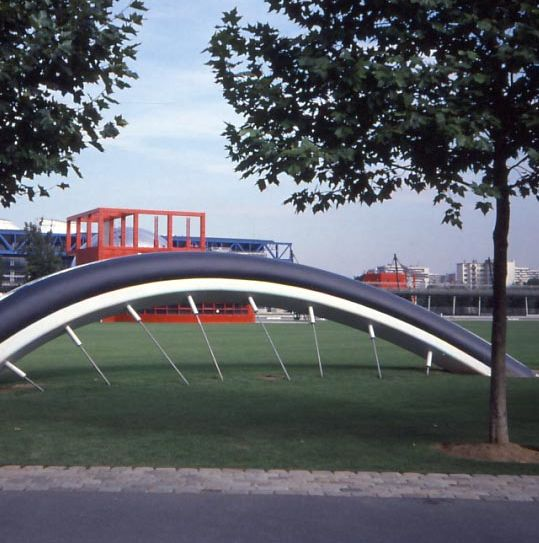
Autre élément de La Bicyclette ensevelie.

#### Bibliothèques
- Bibliothèque Benjamin Rabier, au 141, avenue de Flandre ;
- Bibliothèque Crimée, au 42, rue Petit ;
- Bibliothèque Claude Lévy-Strauss, au 41, avenue de Flandre ;
- Bibliothèque Place des Fêtes, au 18 rue Janssen ;
- Bibliothèque municipale Fessart- Commune de Paris, au 6 de la rue Fessart
- Le Danube Palace Café, au 12 rue de la Solidarité ;
- Bibliothèque Ukrainienne Simon Petlura, au 6, rue de Palestine ;
- Bibliothèque d’Histoire des Sciences, cf. Cité des sciences et de l'Industrie ;
- Bibliothèque des Sciences et de l’Industrie, au 30 avenue Corentin-Cariou
- Bibliothèque-Discothèque Municipale Hergé, au 2, rue du Département
- Centre national de documentation du club alpin français, au 24 avenue de Laumière ;
- Bibliothèque « La Discorda » au 45, rue du Pré-saint-Gervais ;
- Bibliothèque Urgence de Lire, au 50 rue Edouard Pailleron ;
- Cdmc - Centre de documentation de la musique contemporaine au 16 Place de la Fontaine aux Lions ;

#### Autres lieux culturels
- Espace Reine de Saba, centre culturel sur le Yemen, au 30 Rue Pradier[37] ;
- Le Guignol de Paris - Spectacle interactif de Marionnettes - Salle couverte - avenue Jacques de Liniers dans le parc des Buttes-Chaumont[38] ;
- Maison des Réseaux artistiques et culturels, 221 rue de Belleville[39]
- Espace 19, 11, rue Curial[40]

### Espaces verts
Le 19e arrondissement de Paris abrite trois parcs dont deux des trois plus grands parcs de Paris
- le parc de la Villette : le parc de la Villette, situé dans le quartier du Pont-de-Flandre, est le plus grand parc de la capitale, il s'étend sur 55 hectares. Le Parc de la Villette est composé des :
  - Jardin du Dragon,
  - Jardin des Passagers,
  - Jardin des Bambous,
  - Jardin des Miroirs,
  - Jardin des Voltiges
  - Jardin des Ombres
  - Jardin de la Treille
  - Jardin des Dessins
  - Prairies du Cercle Nord et du Cercle Sud
  - Prairie du Triangle
- le parc des Buttes-Chaumont : le parc des Buttes-Chaumont est un jardin public d'une superficie de 24,73 hectares, il est le troisième plus grand jardin de Paris (le deuxième étant le jardin des Tuileries).
- le parc de la Butte-du-Chapeau-Rouge.

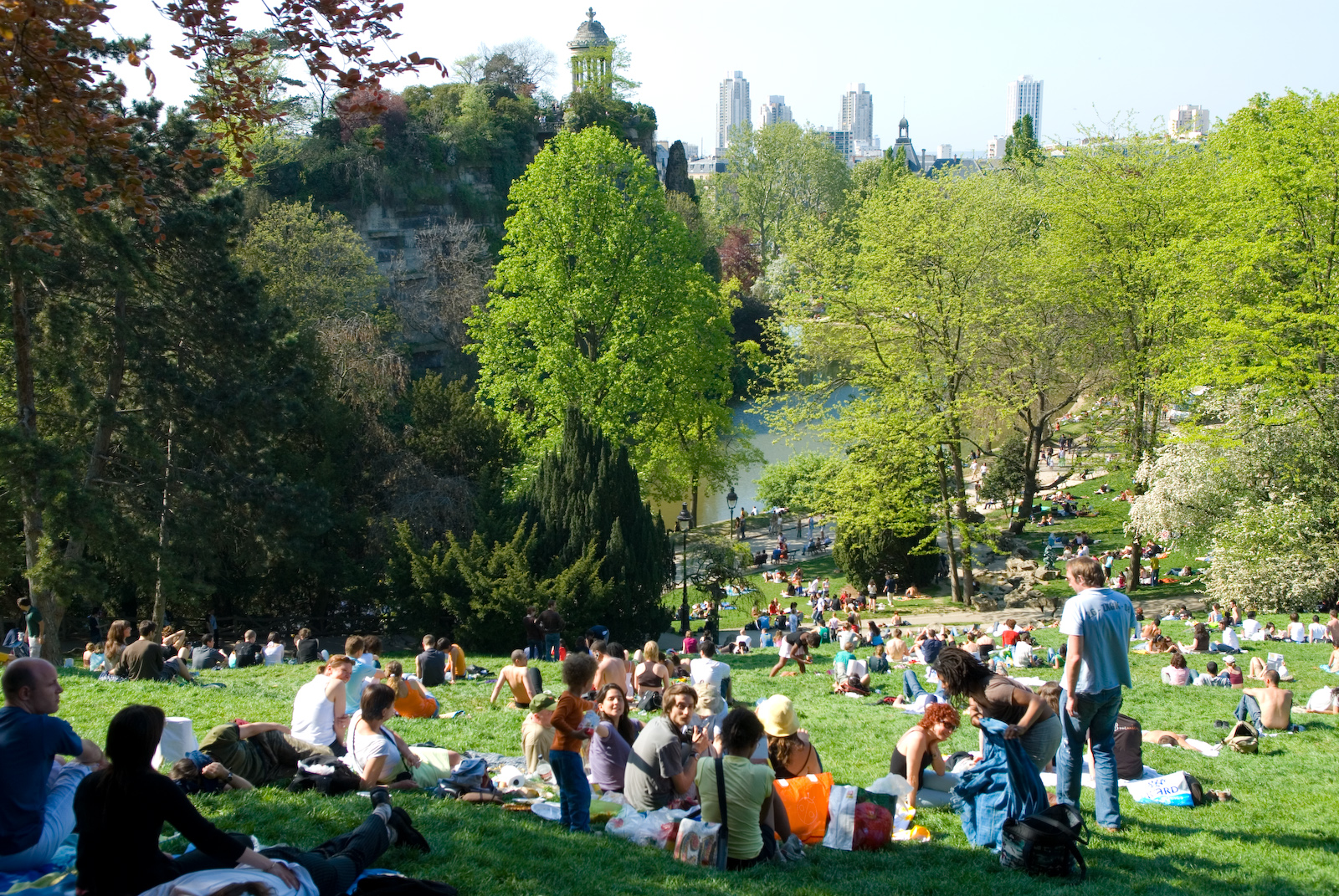
Parc des Buttes-Chaumont.

#### Squares
Le 19e arrondissement de Paris possède plusieurs squares :
- Square Bolivar, avenue Simon-Bolivar ;
- Square Claude-Bernard, boulevard Macdonald ;
- Square Édith-Girard ; Quai de la Loire
- Square du Petit-Bois, allée Darius-Milhaud ;
- Square de la Porte-de-la-Villette, rue du Chemin-de-Fer ;
- Square du Quai-de-la-Seine ; quai de la Seine
- Square Curial; rue Curial
- Square Marcel-Mouloudji ; rue Pierre Reverdy
- Square Dampierre Rouvet ; rues Dampierre et Rouvet

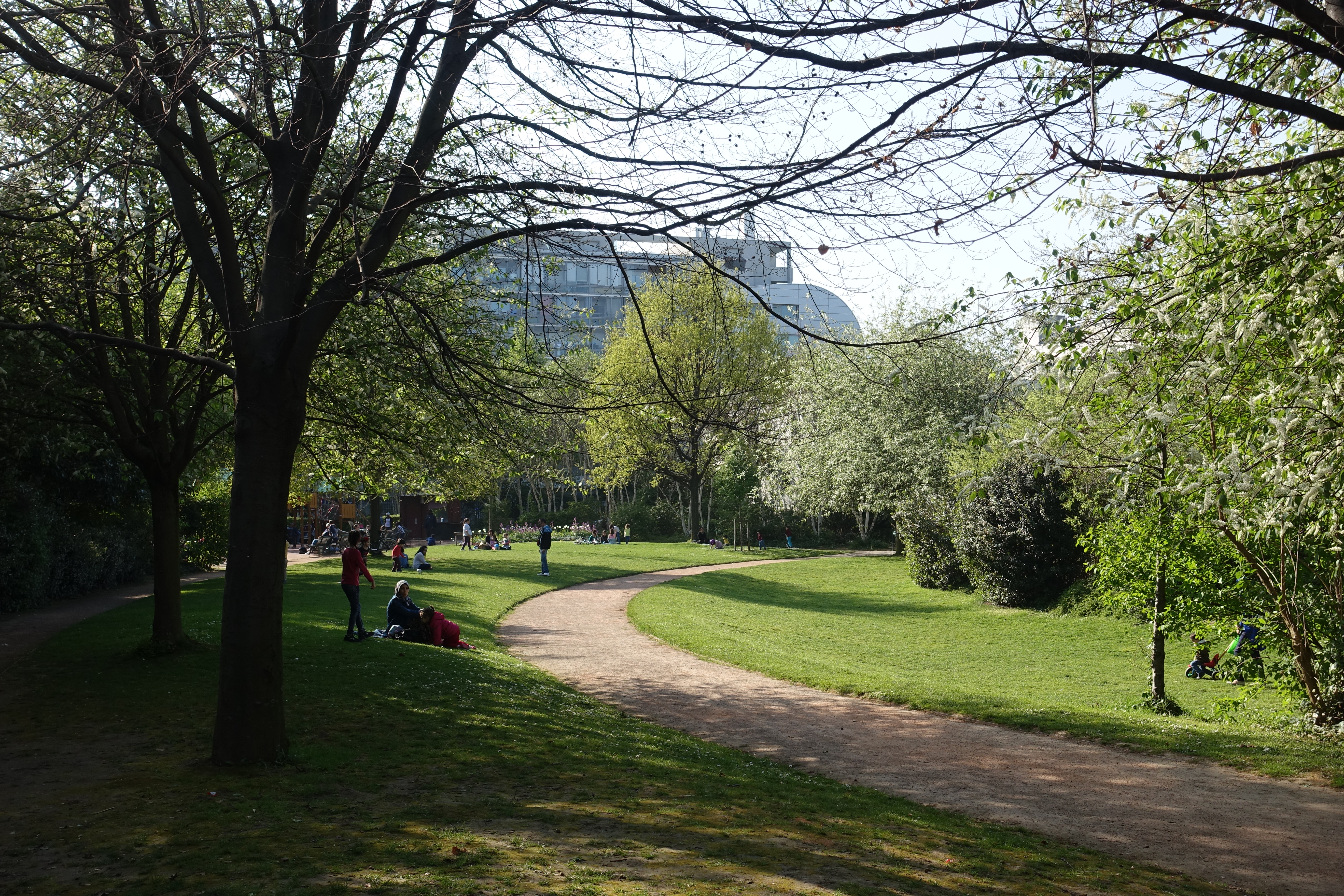
Square Claude-Bernard.

#### Jardins
Le 19e arrondissement de Paris compte plusieurs jardins :
- Jardin Compans ;
- Jardin Luc-Hoffmann ;
- Jardin Notre-Dame-de-Fatima ;
- Jardin de l'Îlot-Rébeval ;
- Jardin du Regard-de-la-Lanterne ;
- Jardin de l'Îlot-Riquet ;
- Jardin d'immeubles de la Rue-de-la-Marseillaise ;
- Jardin Serge-Gainsbourg ;
- Jardin Anaïs-Nin ;
- Jardin Hérold, rue Francis-Ponge ;
- Jardin Curial (rue Curial) ;
- Jardin du Vert Têtu (rue Bernard-Têtu) ;
- Jardin partagé des habitants de la Butte-Bergeyre (anciennement jardin des Chaufourniers) ;

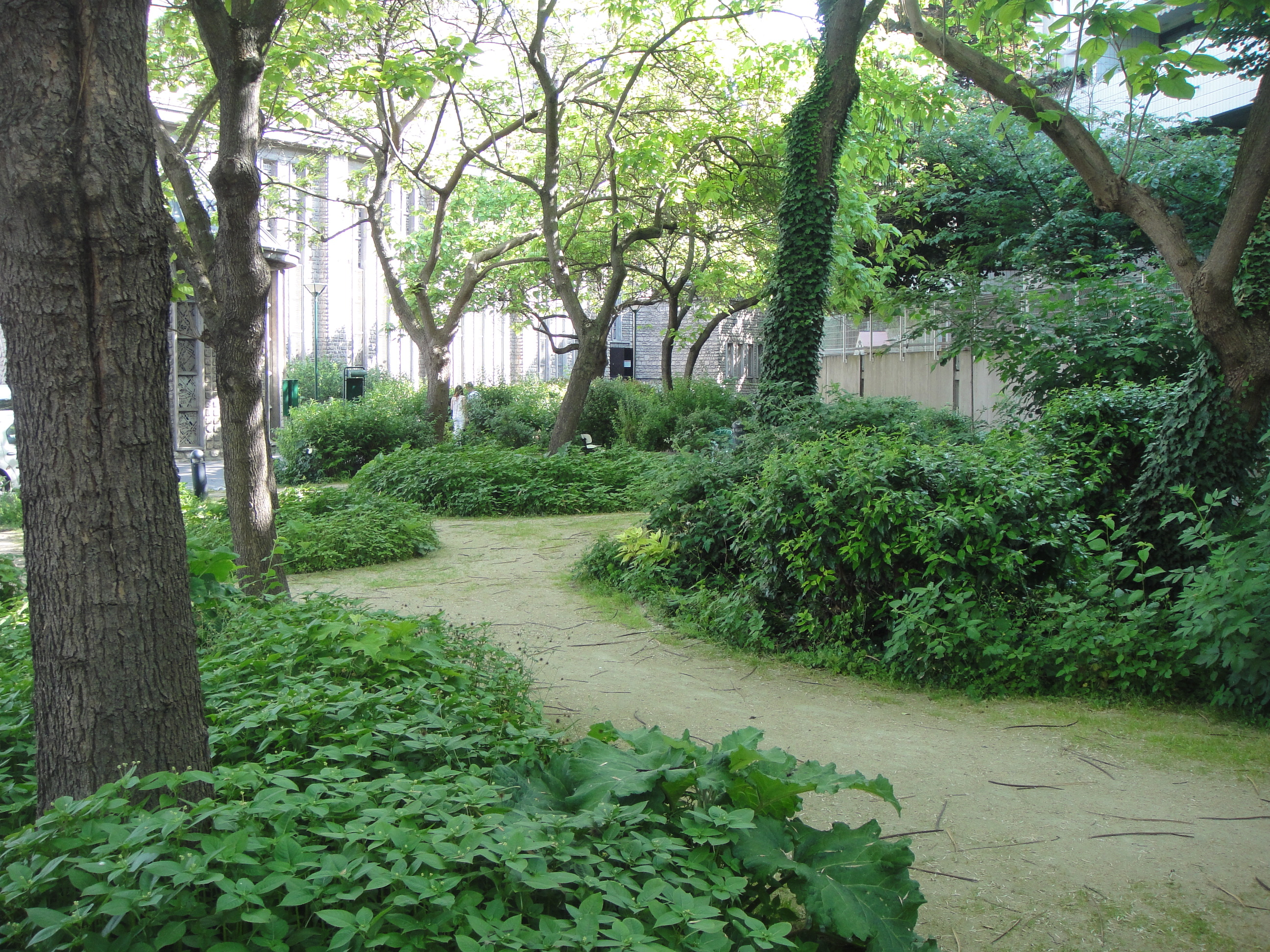
Jardin Notre-Dame-de-Fatima.

##### Promenades
- Promenade Amalia Rodrigues, 9, boulevard d'Algérie
- Coulée verte de la Petite Ceinture du 19e, comprenant :
  - une section du 30, rue de Thionville au 2 bis rue de l'Ourcq.
  - une section du 177, avenue de Flandre au poste central de Sécurité du parvis Rosa-Parks.

### Institutions publiques
- Mairie du 19e arrondissement, place Roger-Madec, conçue par les architectes Gabriel Davioud et Jules Bourdais.
- Commissariat du 19e arrondissement
- Archives de Paris, 18, boulevard Sérurier
- Hôtel des Impôts, 35-37, rue du Plateau
- Siège du Parti communiste français, place du Colonel-Fabien

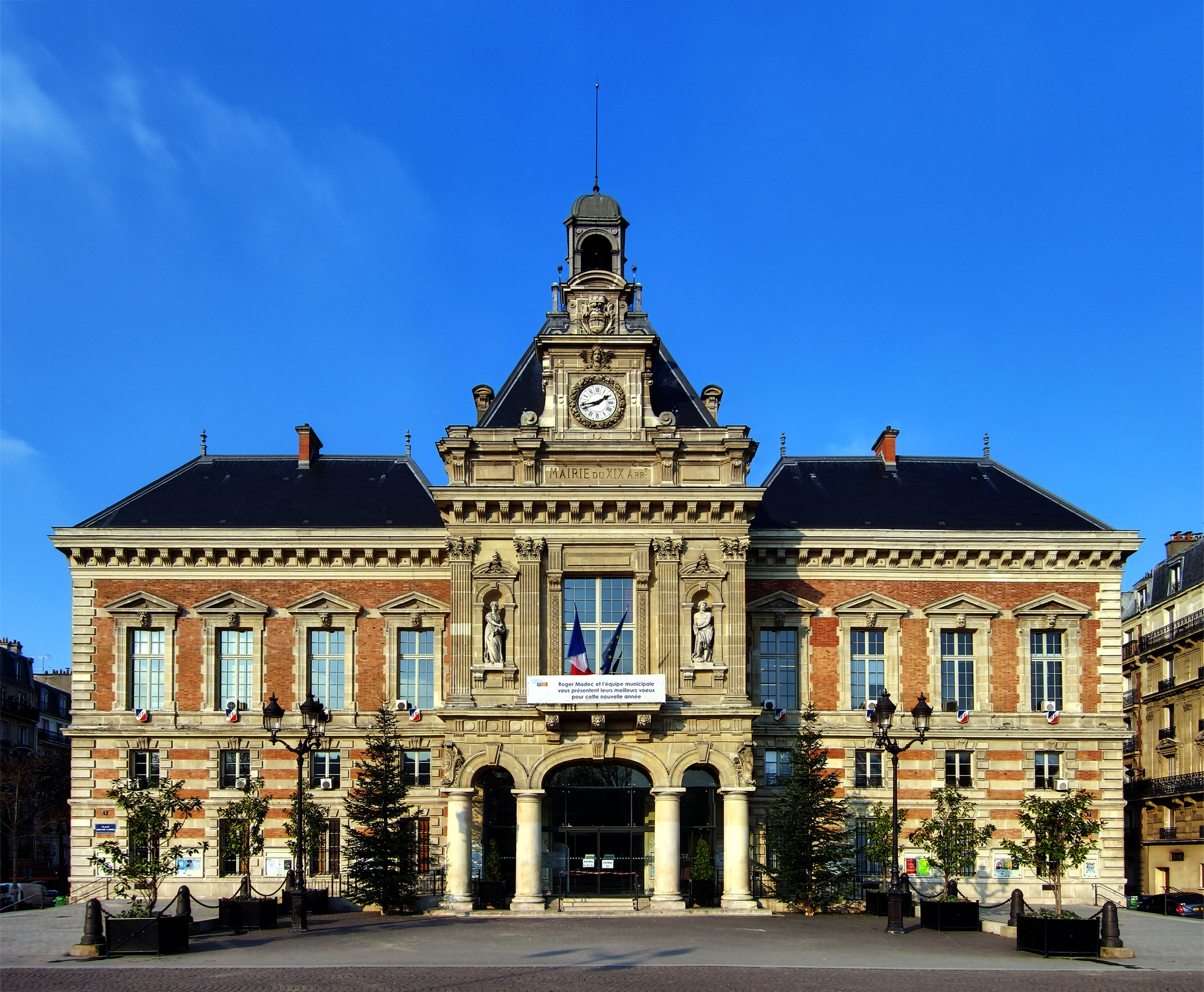
Mairie du 19e arrondissement de Paris, place Roger-Madec.
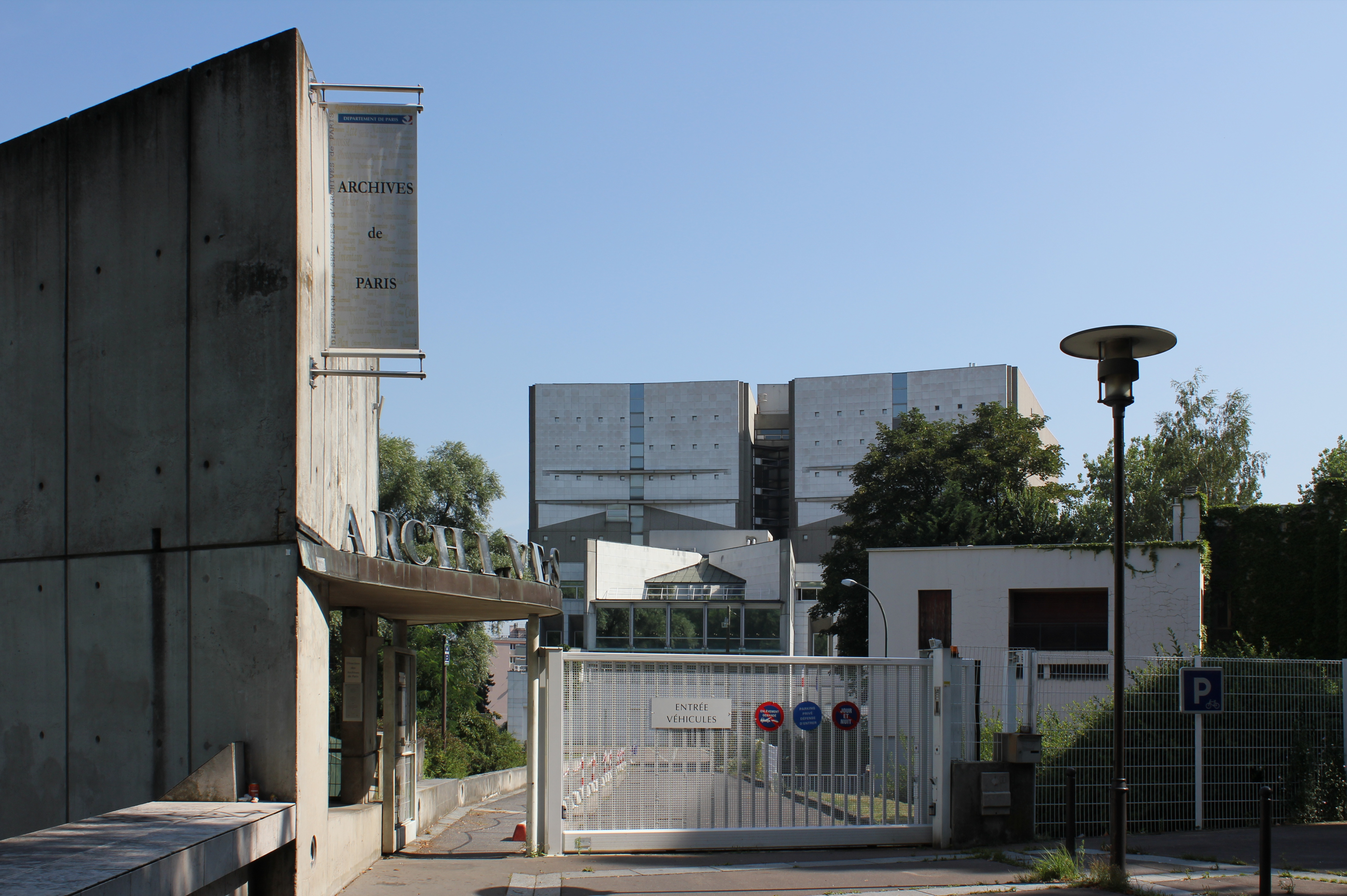
Archives de Paris.
Siège du Parti communiste français, place du Colonel-Fabien.

### Santé
- Hôpital Robert-Debré, 48, boulevard Sérurier
- Hôpital ophtalmologique Adolphe-de-Rothschild, 25, rue Manin
- Centre de santé Haxo Croix-Rouge française, 89 bis rue Haxo

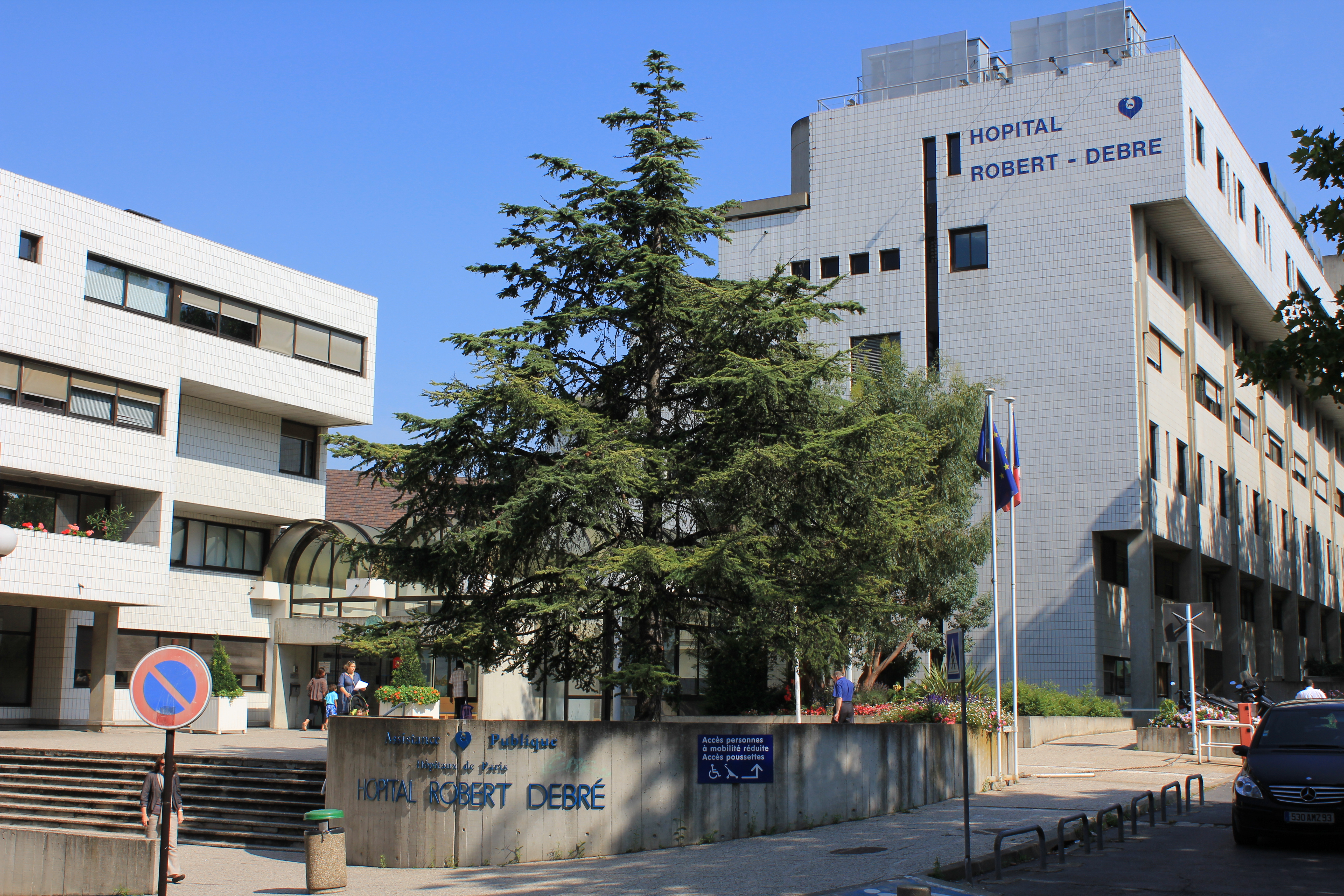
Hôpital universitaire Robert-Debré.
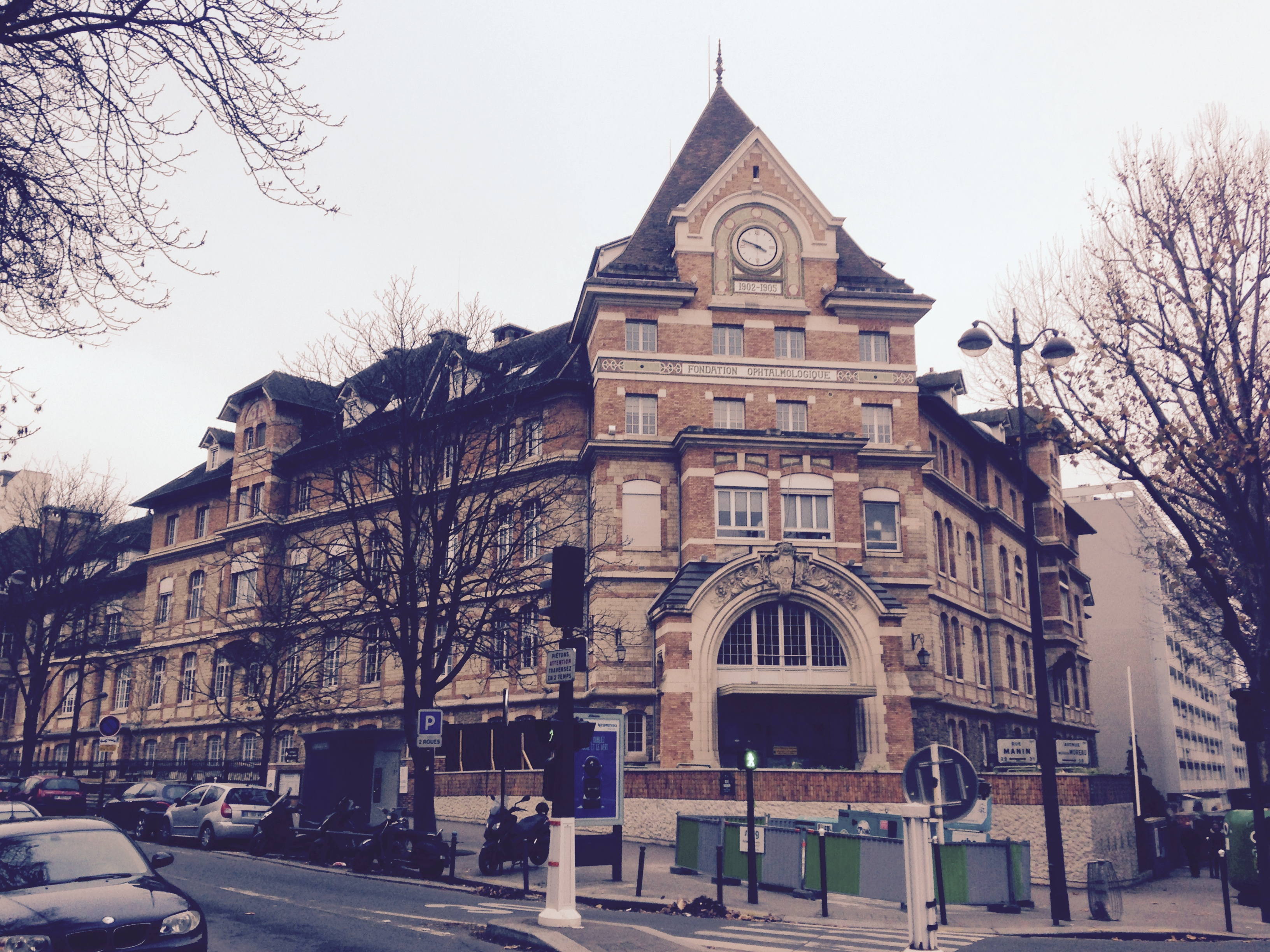
Fondation ophtalmologique Adolphe de Rothschild.

### Établissements d'enseignement supérieur
- École des ingénieurs de la ville de Paris ;
- École nationale supérieure d'architecture de Paris-Belleville, 60, boulevard de la Villette ;
- École nationale supérieure d'architecture de Paris-La Villette ;
- Conservatoire national supérieur de musique et de danse de Paris (CNSMDP) ;
- Conservatoire Libre du Cinéma Français (CLCF) ;
- Centre de formation professionnelle de la musique de Paris (CFPM) ;
- École nationale des fleuristes de Paris, 3, rue Hassard ;
- Sup de Pub (groupe INSEEC) ;

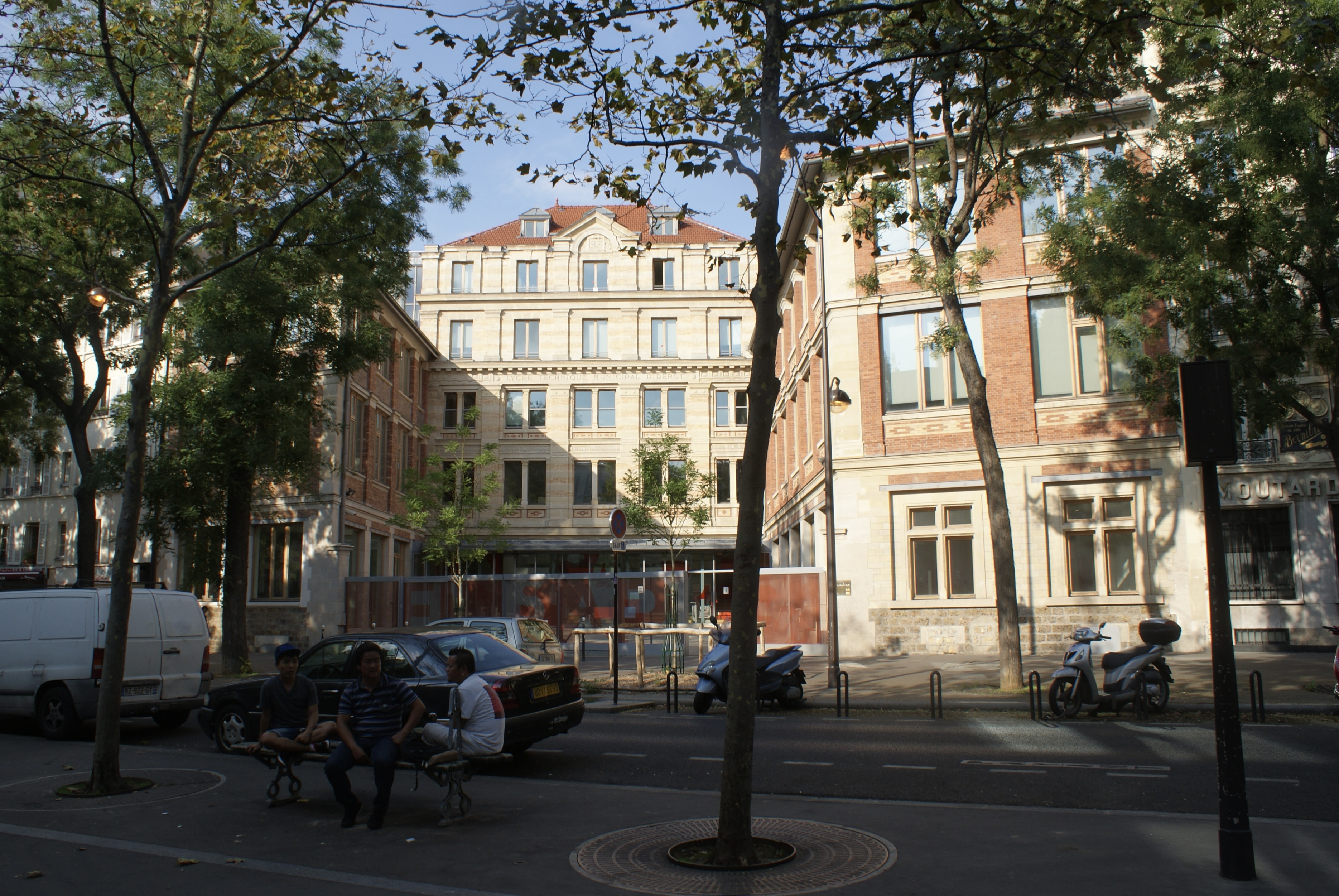
ENSAPB, 60 boulevard de la Villette.
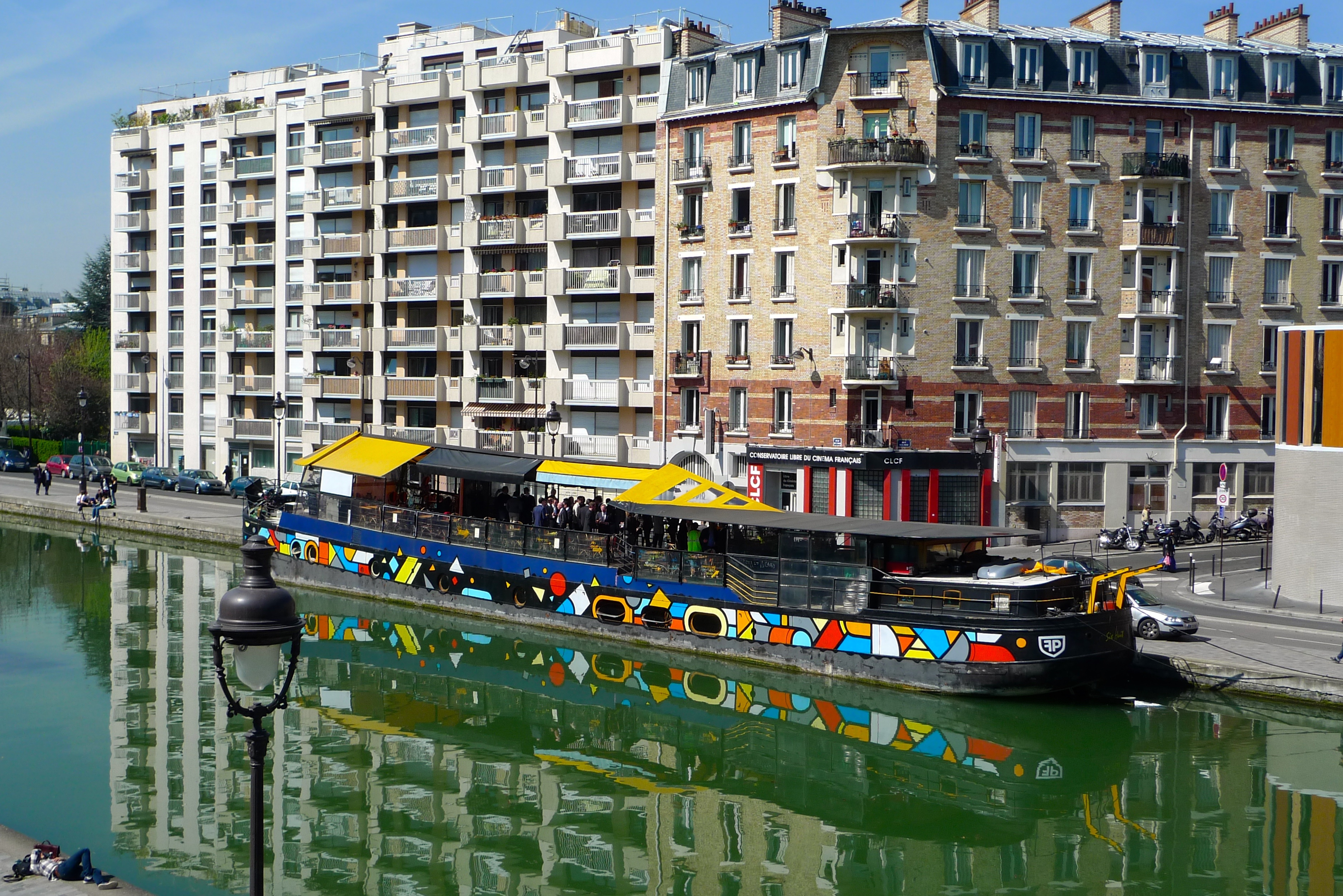
Conservatoire libre du cinéma français (CLCF), quai de l’Oise.

### Voies du19earrondissement

#### Principales rues et voies
Les deux principales avenues du 19e arrondissement reliées par la place de la Bataille-de-Stalingrad sont :
- L'avenue de Flandre (anciennement rue de Flandre) qui aboutit à la porte de la Villette.
- L'avenue Jean-Jaurès (anciennement rue d’Allemagne) qui aboutit à la porte de Pantin.

La rue de Crimée et le boulevard de la Villette :
- La rue de Crimée, qui s'étend de la rue d'Aubervilliers à la place des Fêtes, est la plus longue rue du 19e arrondissement avec ses 2 540 mètres.
- Le boulevard de la Villette, qui matérialise la limite ouest de l'arrondissement, le sépare du 10e arrondissement.

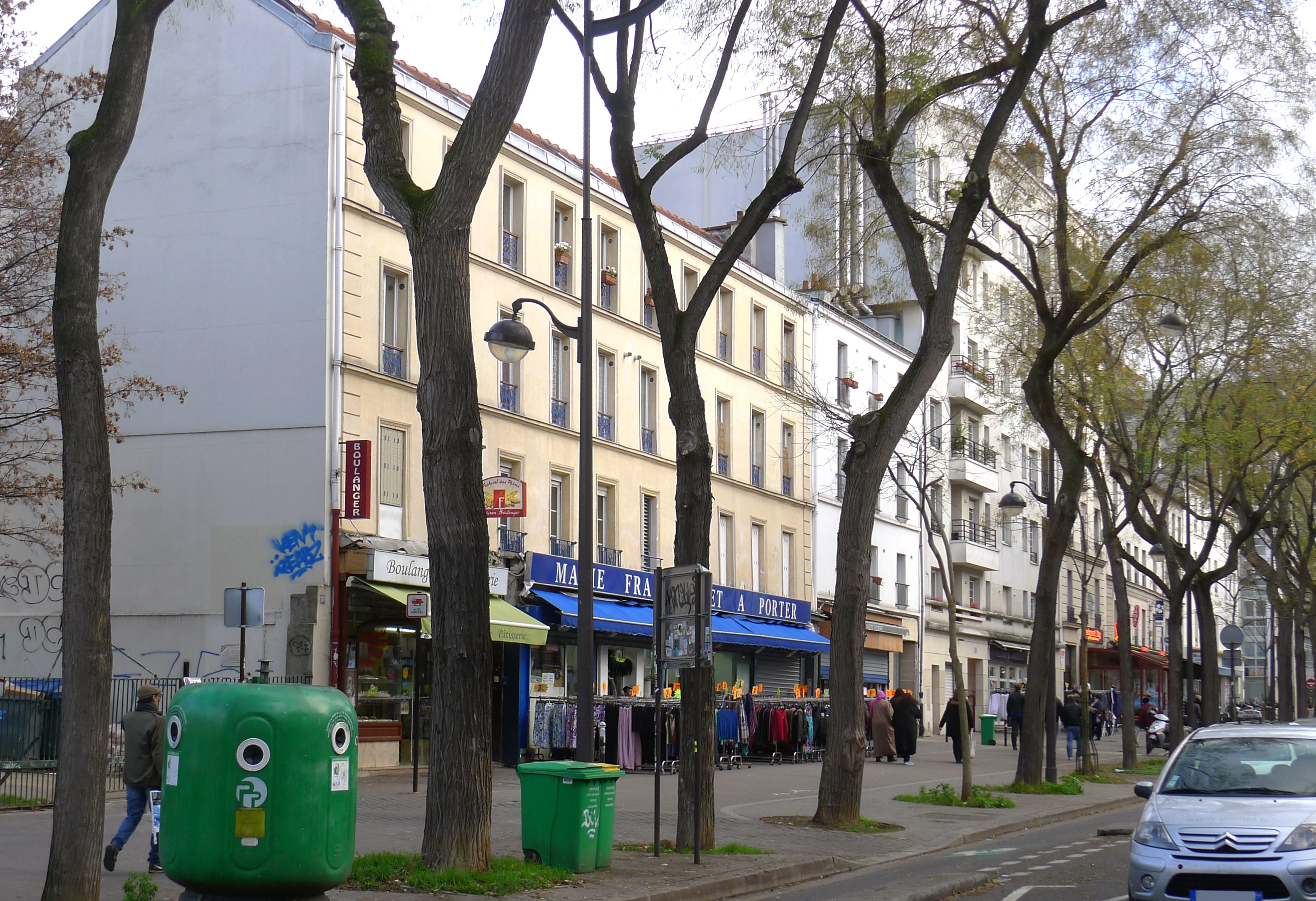
Boulevard de la Villette, côté 19e.
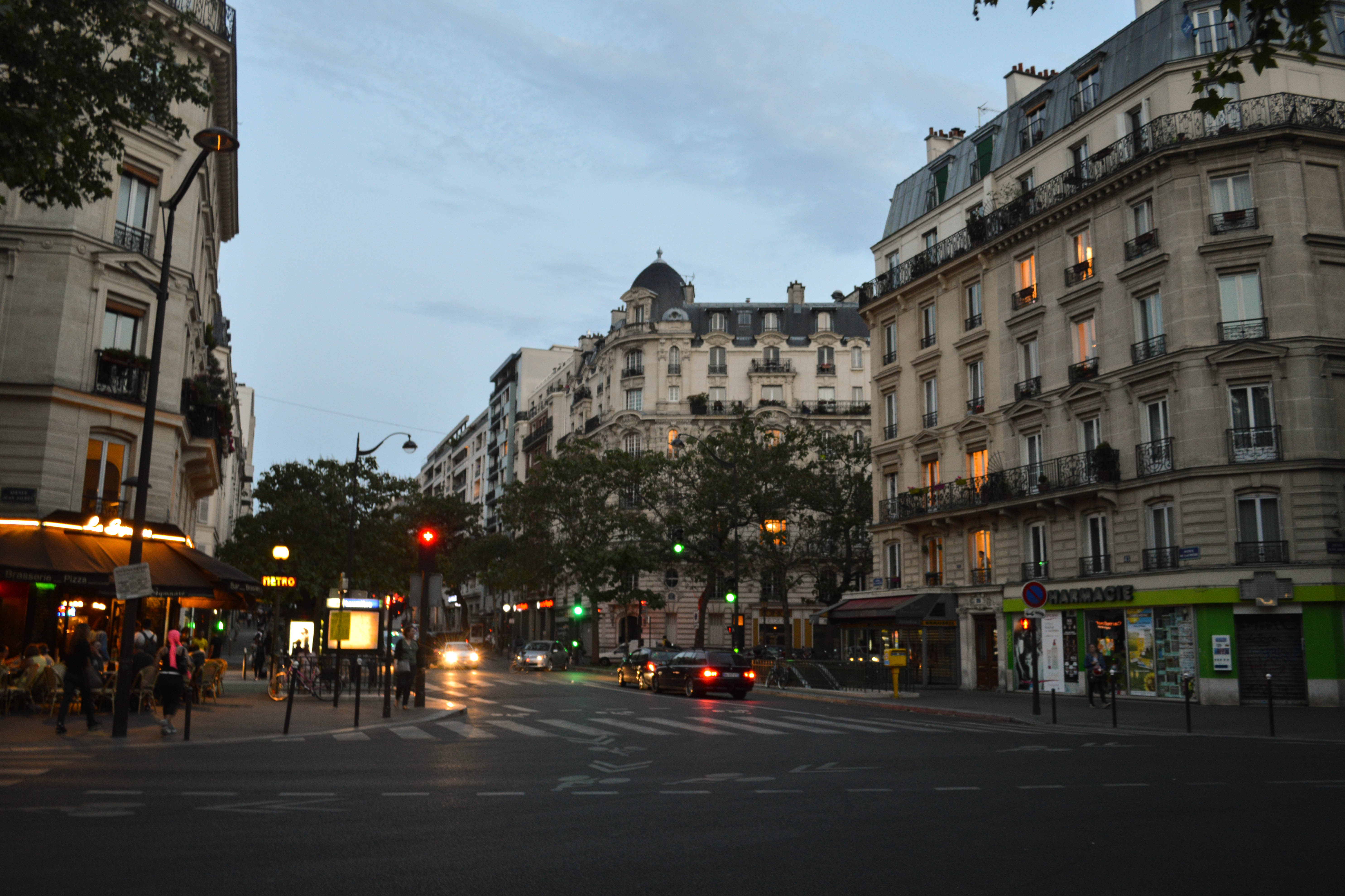
Avenue Jean-Jaurès.
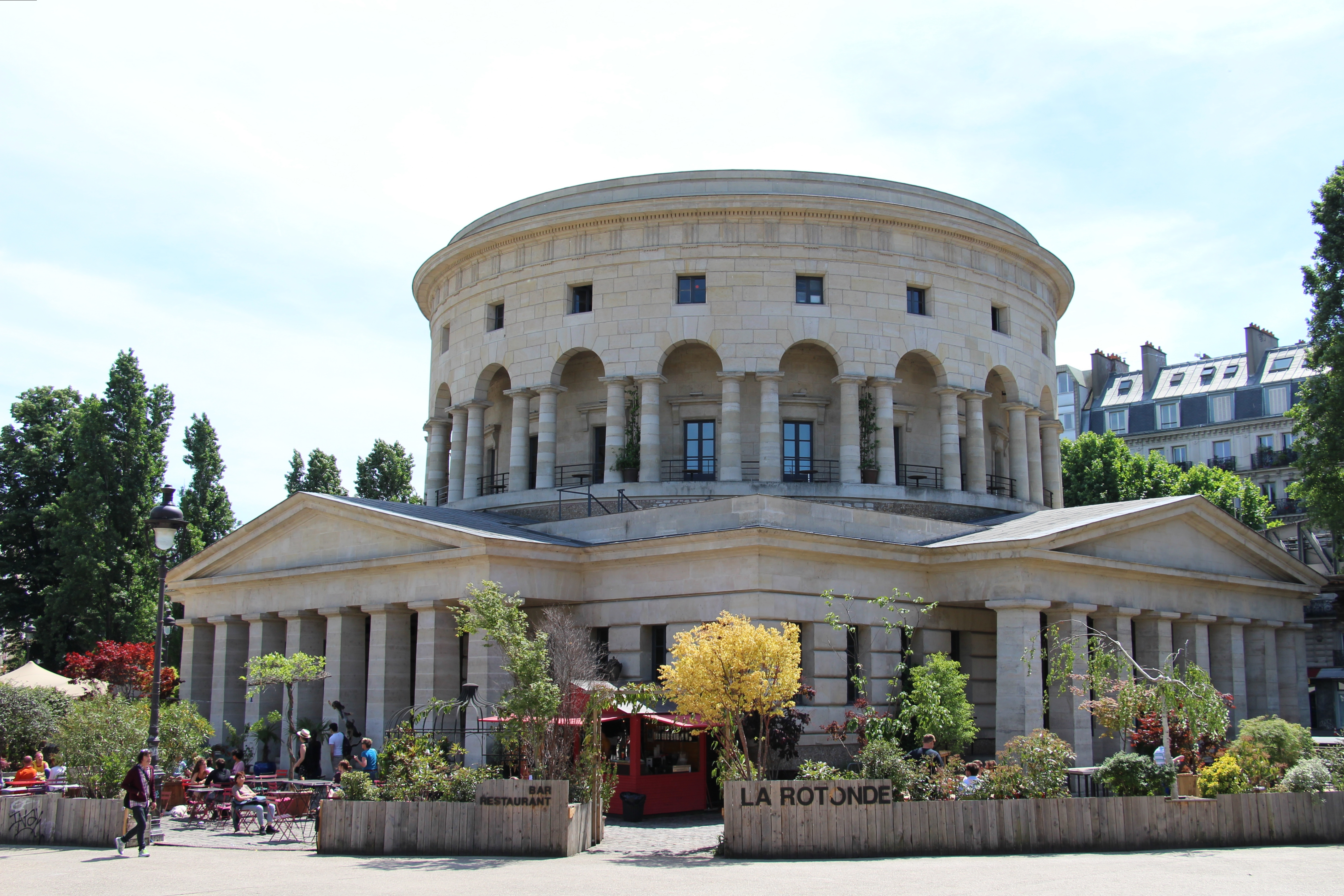
Place de la Bataille-de-Stalingrad.

### Centres et équipements sportifs
- Gymnase Jean-Jaurès, 87 avenue Jean-Jaurès, qui ont accueilli notamment les All-Parisiens-Games ;
- Gymnase Archereau, 61, rue Archereau ;
- Gymnase Michelet, 73, rue Curial ;
- Centre sportif Jules-Ladoumègue, 39, route des Petits-Ponts ;
- Sand System Association (beach-volley), au 1, place de la Porte-de-Pantin ;
- Espace sportif Pailleron et courts de tennis Édouard-Pailleron, 32, rue Édouard-Pailleron ;
- Piscine Georges-Hermant, 6-10, rue David-d'Angers ;
- Piscine Mathis, 11, rue Mathis ;
- Piscine Rouvet, 1, rue Rouvet ;
- Piscine Bassin École Atlas, 18, rue de l'Atlas ;
- Playground Porte des Lilas, terrain de basket-ball au 18, boulevard Sérurier ;

### Voies d'eau
Le 19e arrondissement est traversé par le canal Saint-Denis et le canal de l'Ourcq, qui se croisent au niveau du parc de la Villette.

Au niveau de la rue de Crimée, sous l'unique pont levant de Paris, le canal de l'Ourcq se jette dans le bassin de la Villette, qui communique avec le canal Saint-Martin (10e arrondissement). Il y a encore la darse du fond de Rouvray, le plus petit canal de Paris (250 m), située en bordure du parc de la Villette et barrée par la rue Adolphe-Mille.

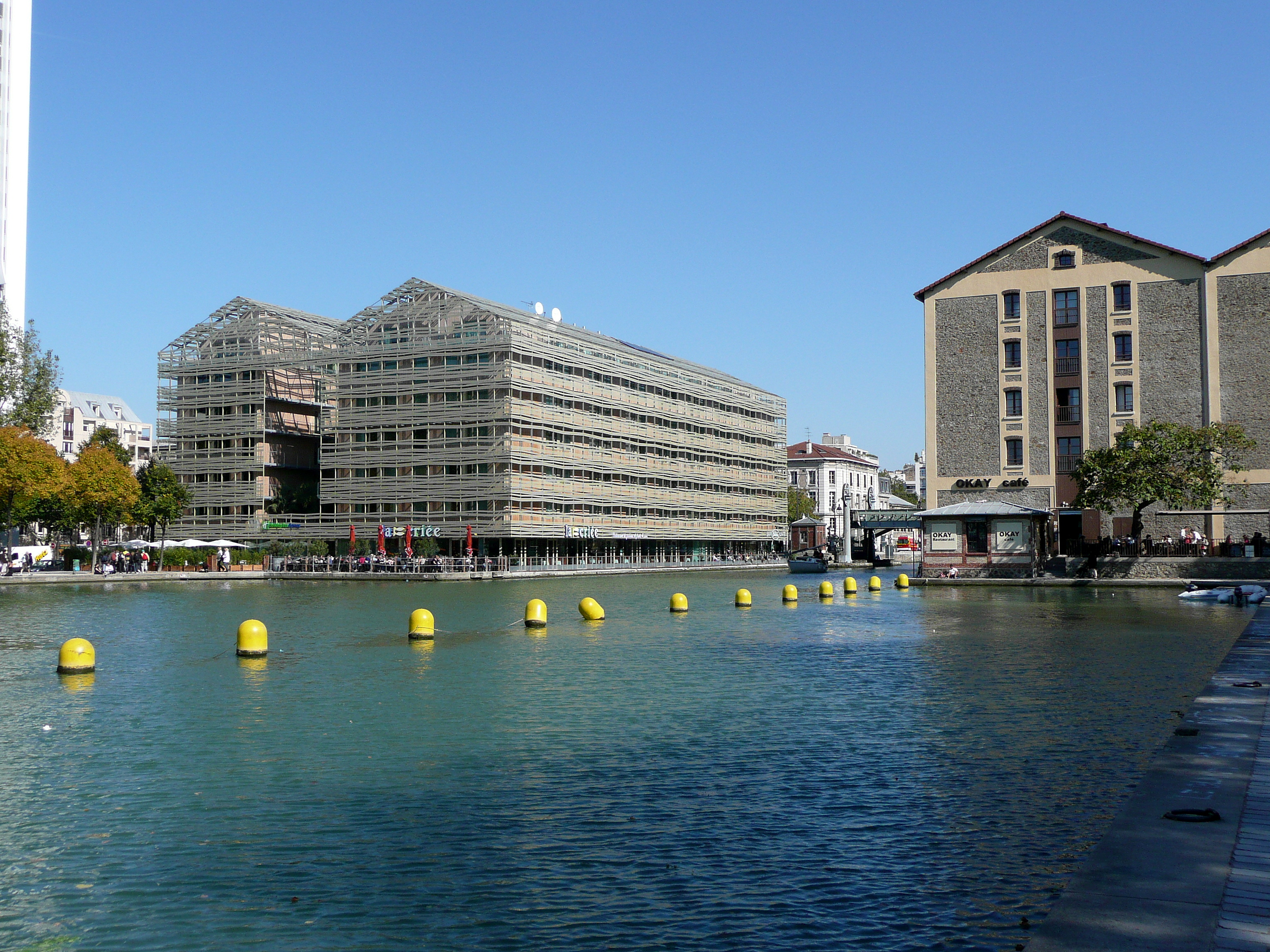
Bassin de la Villette.

### Marchés
- Marché Crimée-Curial, 236 à 246, rue de Crimée.
- Marché Jean-Jaurès, 185, avenue Jean-Jaurès.
- Marché Joinville, place de Joinville.
- Marché Place des Fêtes, terre-plein de la place des Fêtes.
- Marché Porte Brunet, avenue de la Porte-Brunet.
- Marché Porte d'Aubervilliers, avenue de la Porte-d'Aubervilliers.
- Marché Villette, 27 à 41, boulevard de la Villette.

### Établissements scolaires
Avec 38 écoles maternelles, 35 écoles élémentaires, et ses 3 écoles polyvalentes, le 19e arrondissement accueille plus de 15 000 élèves.
| - École des Alouettes - École 26 Archereau - École Armand-Carrel - École Barbanègre - École 345 Belleville - École Bolivar (parties A et B) - École Brunet - École Cheminets - École Compans - École Curial (parties A et B) - École Darius-Milhaud - École Émile-Bollaert - École Eugénie-Cotton - École Fessart - École Général-Lasalle - École Georges Thill - École Goubet - École 10 Henri-Noguères - École 160 Jean-Jaurès - École Jomard - École des Lilas - École 30 Manin - École 40 Manin - École 5 Noyer-Durand - École Ourcq B - École Ourcq A - École Palestine - École Pierre-Girard - École Rampal - École Romainville (parties A et B) - École Saint-Georges - École Sainte-Thérèse - École Tandou - École 17 Tanger - École 41 Tanger - École 6 Thionville - École Villette |  | - Collège Charles-Péguy - Collège Claude-Chappe - Collège Edgard-Varèse - Collège Edmond-Michelet - Collège Édouard-Pailleron - Collège Georges-Brassens - Collège Georges-Méliès - Collège Georges-Rouault - Collège Guillaume-Budé - Collège Henri-Bergson - Collège Saint-Georges - Collège Sonia-Delaunay - Collège Suzanne Lacore - Collège W. A. Mozart | - Lycée professionnel Armand-Carrel - Lycée Diderot - Lycée Georges-Brassens - Lycée professionnel du bâtiment Hector-Guimard - Lycée Henri-Bergson - Lycée polyvalent des arts appliqués et du tertiaire - Lycée Jacquard - Lycée polyvalent d'Alembert - Lycée privé L'Initiative - Lycée privé Lucien-de-Hirsch - Lycée privé Beth Hanna |

### Lieux de culte

#### Chrétiens

##### Catholiques
- Église Notre-Dame-des-Foyers & Groupe sainte Marie, 18, rue de Tanger ;
- Église de Marie-Médiatrice-de-Toutes-les-Grâces, 48 bis, boulevard Sérurier ;
- Église Notre-Dame-de-l'Assomption des Buttes-Chaumont, 80, rue de Meaux ;
- Église Sainte-Claire de la porte de Pantin ;
- Église Sainte-Colette des Buttes-Chaumont, 14 et 14 bis, allée Darius-Milhaud ;
- Église Saint-François-d'Assise, 7, rue de Mouzaïa ;
- Église Saint-Georges, 114, avenue Simon-Bolivar ;
- Église Saint-Jacques-Saint-Christophe, place de Bitche ;
- Église Saint-Jean-Baptiste de Belleville, 139, rue de Belleville ;
- Église Saint-Luc, passage Wattieaux, angle rue de l'Ourcq

##### Orthodoxe
- Église Saint-Serge-de-Radonège, 93, rue de Crimée ;

##### Protestants
- Église luthérienne Saint-Pierre de Paris
- Église évangélique des Chinois, passage Wattieaux ;

#### Juifs
- Synagogue 770, rue Henri Ribière ;
- Synagogue AJJ, rue Riquet ;
- Synagogue Barbanègre ;
- Synagogue Beth Elyahou, rue Henri Turot ;
- Synagogue Beth Hanna Haya Mouchka, rue Petit ;
- Synagogue Beth Loubavitch Bolivar, avenue Simon Bolivar ;
- Synagogue Beth Loubavitch Flandre, avenue de Flandre ;
- Synagogue Beth Loubavitch Place des Fêtes, rue Compans ;
- Synagogue Beth Loubavitch QDS, Quai de la Seine ;
- Synagogue Curial ;
- Synagogue Emeth, rue de Crimée (Porte d'Aubervilliers) ;
- Synagogue Elfassi, rue de Mouzaïa ;
- Synagogue Igoud Haredi, rue Miguel Hidalgo ;
- Synagogue Ketoret, rue Georges Auric ;
- Synagogue Mekor Haim, rue Compans ;
- Synagogue Michkenot Israël, rue Jean-Nohain ;
- Synagogue Ohaley Yaacov, rue Henri Murger ;
- Synagogue Ohel Moche, rue de Thionville ;
- Synagogue Ohr Yossef, rue de Thionville ;
- Synagogue Pirhei Yona, allée Darius Milhaud ;
- Synagogue Rav Lousky, rue André Dajon ;
- Synagogue Rav Pinto, rue du Plateau ;
- Synagogue Rabbi Bouguid, allée Darius Milhaud ;
- Synagogue Torat Nissim, allée Darius Milhaud ;
- Synagogue Toratenou, rue de Thionville ;
- Synagogue de la rue Gresset ;

### Musulmans
- Salle de prière, rue de l'Argonne
- Salle de prière, rue d'Aubervilliers ;
- Salle de prière, rue d'Hautpoul ;
- Salle de prière, rue de Lorraine ;
- Salle de prière, rue de Romainville ;
- Mosquée Adda'wa (en construction) ;

### Cimetières
- Cimetière juif, 44, avenue de Flandre, aujourd'hui disparu et inscrit aux monuments historiques depuis l'arrêté du 3 janvier 1966[41].
- Cimetière de la Villette, 46, Rue d'Hautpoul, l'un des quatorze Cimetières parisiens intra muros.

## Administration
Les personnalités exerçant une fonction élective dont le mandat est en cours et en lien direct avec le territoire du 19e arrondissement de Paris sont les suivantes :
| Élection     | Territoire                                                 | Titre              | Nom              | Tendance politique | - | Début de mandat | Fin de mandat |
| ------------ | ---------------------------------------------------------- | ------------------ | ---------------- | ------------------ | - | --------------- | ------------- |
| Municipales  | 19e arrdt de Paris                                         | Maire du 19e arrdt | François Dagnaud | PS                 |   | juillet 2021    | juin 2026     |
| Municipales  | Ville de Paris (14 conseillers de Paris dans le 19e arrdt) | Maire de Paris     | Anne Hidalgo     | PS                 |   | juillet 2021    | juin 2026     |
| Législatives | 16e circonscription - 19e est et sud                       | Député             | Sarah Legrain    | LFI                |   | 18 juillet 2024 | 2029          |
| Législatives | 17e circonscription - 19e ouest et nord                    | Députée            | Danièle Obono    | LFI                |   | 18 juillet 2024 | 2029          |

### Mairie d'arrondissement

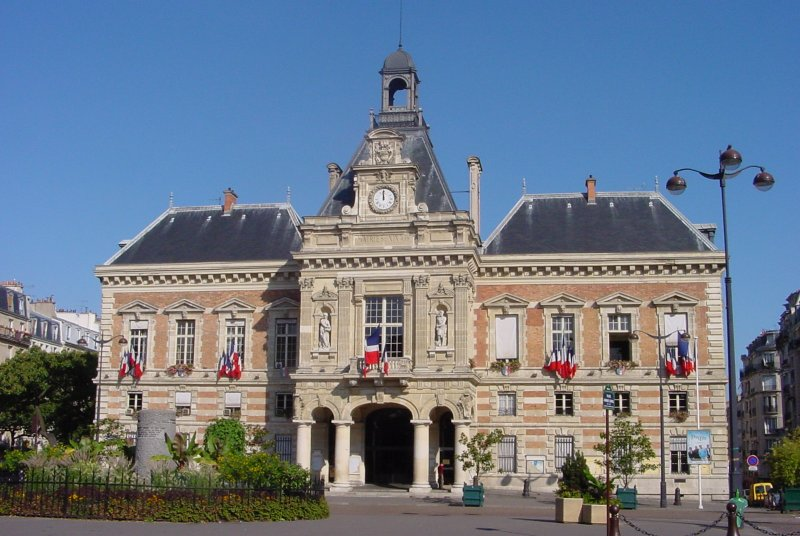
La mairie du 19e, conçue par les architectes Gabriel Davioud et Jules Bourdais, située face au parc des Buttes-Chaumont.

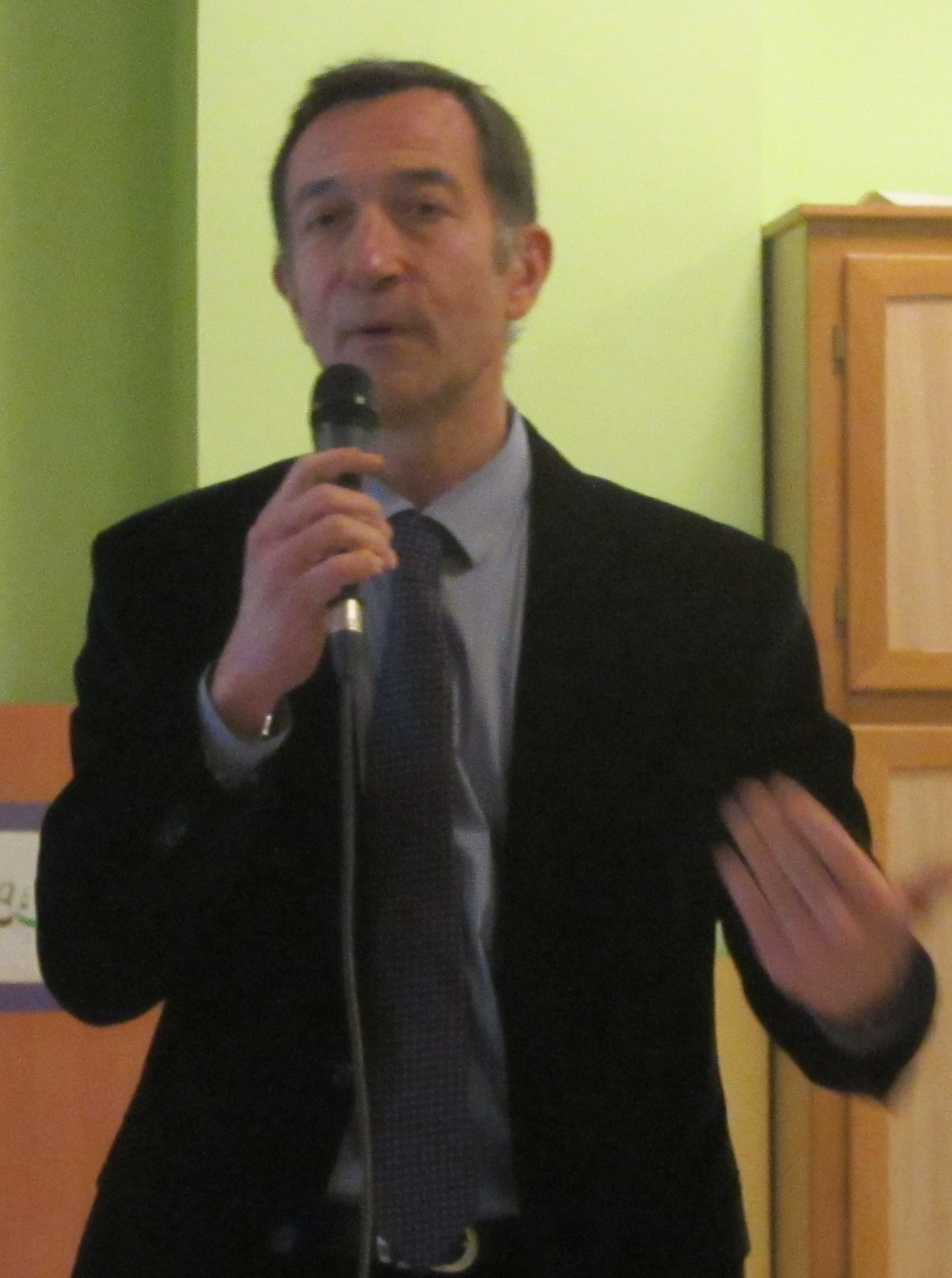
François Dagnaud, actuel maire du 19e arrondissement de Paris.

| Élection | Identité           | Parti | Notes |
| -------- | ------------------ | ----- | --- |
| 1870     | Félix Richard      |       | |
| 1879     | Mathurin Moreau    |       | |
| 1912     | Vivent             |       | |
| 1923     | Raphaël Roger      |       | |
| 1932     | Chatel             |       | |
| 1933     | Antoine Masmonteil |       | Nommé maire le 8 décembre 1933 à la suite de la démission de M Chatel. Il était adjoint depuis 1928 - Relevé de ses fonctions en 1941 |
| 1944     | Pioro              |       | |
| 1950     | De Villers         |       | |
| 1960     | A. Hugot           |       | |
| 1964     | Christian Chulliat |       | |
| 1970     | Robert Petit       |       | Fin de mandat en 1977 |
| 1983     | Jacques Féron      | CNI   | Élu en 1983 et en 1989 Démissionnaire                                                                                                 |
| 1994     | Michel Bulté       | RPR   | |
| 1995     | Roger Madec,       | PS    | Élu en 1995, 2001 et 2008. Démissionne en 2013,                                                                                       |
| 2013     | François Dagnaud   | PS    | Réélu en 2014 et 2020 |

### Conseillers d'arrondissement du19earrondissement
Les conseillers d'arrondissement (2020-2026) élus dans le 19e arrondissement sont au nombre de 28 :
- 14 du groupe le 19e en commun, socialistes et citoyens (Adji Ahoudian, Yasmina Merzi, Eric Thebault, Karine Gautreau, Andréa Fuchs, Xavier Golczyk, Séverine Guy, Jérôme Bittan, Mariam Soumare, Marie-Isabeau Le Gouvello, Ayoub Chaouat, Olivier Wang, Cécile Bossavie, Gad Krief) ;
- 6 du groupe écologistes et citoyens (François Béchiau, Andreas Pilartz, Sandrine Feray, Stéphanie Dembak, Jean Artigues, Philippe Mante) ;
- 3 du groupe communistes et citoyens (Hadrien Bortot, Philippe Nawrocki, Gwenaëlle Austin) ;
- 3 du groupe Changer Paris, les Républicains et indépendants (Aymeric Lambey, Franck Serfati, Valérie Toledano) ;
- 1 du groupe Ensemble pour Paris (Kolia Bénié) ;
- 1 du groupe Génération.s (Marie Laurence Floch).

### Adjoints à la maire de Paris, élus du19earrondissement
Les adjoints à la maire de Paris, élus du 19e arrondissement sont :
- Léa Filoche, adjoint à la maire de Paris chargé des solidarités, de l'hébergement d'urgence et de la protection des réfugiés, de la lutte contre les inégalités et contre l’exclusion ;
- Dan Lert, adjoint à la maire de Paris chargé de la transition écologique, du plan climat, de l’eau et de l’énergie ;
- Nicolas Nordman, adjoint à la maire de Paris chargé de la prévention, de l'aide aux victimes, de la sécurité et de la police municipale.

### Conseillers de Paris du19earrondissement
Les conseillers de Paris élus dans le 19e arrondissement sont au nombre de 14 :
- 6 issus du groupe Paris en commun (Colombe Brossel, François Dagnaud, Nicolas Nordman, Halima Jemni, Roger Madec, Mahor Chiche ;
- 3 du groupe Les Écologistes (Alice Timsit, Dan Lert, Fatoumata Koné) ;
- 2 du groupe Communiste et Citoyen (Camille Naget, Jean-Philippe Gillet) ;
- 2 du groupe Changer Paris (Marie Toubiana, Farida Kerboua) ;
- 1 non inscrite (Léa Filoche).

### Conseillers métropolitains du19earrondissement
Les conseillers métropolitains élus du 19e arrondissement sont au nombre de 5 :
François Bechieau, François Dagnaud, Halima Jemni, Fatoumata Koné, Roger Madec.

### Députés
Les seizième et dix-septième circonscriptions législatives de Paris comprennent chacune une partie du 19e arrondissement.
Les deux députées élues dans ces circonscriptions sont : Danièle Obono et Sarah Legrain.

### Résultats aux élections dans le18earrondissement
| Scrutin             | Scrutin             | 1er tour | 1er tour  | 1er tour | 1er tour | 1er tour | 1er tour | 1er tour | 1er tour | 1er tour | 1er tour | 1er tour | 1er tour | 2d tour        | 2d tour        | 2d tour        | 2d tour        | 2d tour        | 2d tour        |
| Scrutin             | Scrutin             | 1er      | 1er       | %        | 2e       | 2e       | %        | 3e       | 3e       | %        | 4e       | 4e       | %        | 1er            | 1er            | %              | 2e             | 2e             | %              |
| ------------------- | ------------------- | -------- | --------- | -------- | -------- | -------- | -------- | -------- | -------- | -------- | -------- | -------- | -------- | -------------- | -------------- | -------------- | -------------- | -------------- | -------------- |
| Présidentielle 2017 | Présidentielle 2017 |          | LFI       | 30,70    |          | EM       | 29,60    |          | LR       | 16,29    |          | PS       | 12,99    |                | EM             | 90,15          |                | FN             | 9,85           |
| Présidentielle 2022 | Présidentielle 2022 |          | LFI       | 46,51    |          | LREM     | 23,87    |          | LÉ       | 7,19     |          | REC      | 6,88     |                | LREM           | 85,84          |                | RN             | 14,16          |
| Législatives 2022   | 16e                 |          | LFI-Nupes | 56,51    |          | LREM-Ens | 20,44    |          | LR       | 5,84     |          | DVG      | 5,81     | Pas de 2d tour | Pas de 2d tour | Pas de 2d tour | Pas de 2d tour | Pas de 2d tour | Pas de 2d tour |
| Législatives 2024   | 16e                 |          | LFI-NFP   | 62,47    |          | Ren-Ens  | 19,56    |          | RN       | 9,30     |          | LR diss. | 4,41     | Pas de 2d tour | Pas de 2d tour | Pas de 2d tour | Pas de 2d tour | Pas de 2d tour | Pas de 2d tour |

## Démographie
En 2020, l'arrondissement était peuplé de 183 211 habitants sur 679 hectares, soit 26 982 habitants au kilomètre carré, en faisant le quatrième arrondissement parisien en population, derrière les 15e, 20e et 18e arrondissements. Cependant le 19e arrondissement croît plus vite que les autres. Il a ainsi gagné 1,1 % par an entre 1999 et 2007, soit en sept ans un gain de 8 % ou près de 14 000 habitants (un quart de la hausse de population de tout Paris) et enregistré la plus forte progression de population de la capitale. De 2007 à 2009, cette progression a toutefois accusé une légère baisse.
| Année (recensement national) | Population | Densité (hab. par km2) |
| ---------------------------- | ---------- | ---------------------- |
| 1861                         | 76 445     |                        |
| 1866                         | 88 930     |                        |
| 1872                         | 90 639     |                        |
| 1962                         | 159 568    | 23 514                 |
| 1968                         | 148 862    | 21 937                 |
| 1975                         | 144 357    | 21 273                 |
| 1982                         | 162 649    | 23 968                 |
| 1990                         | 165 062    | 24 324                 |
| 1999                         | 172 730    | 25 454                 |
| 2006                         | 186 180    | 27 420                 |
| 2007                         | 187 603    | 27 629                 |
| 2009                         | 184 787    | 27 214                 |
| 2011                         | 186 090    | 27 406                 |
| 2017                         | 188 066    | 27 697                 |
| 2020                         | 183 211    | 26 982                 |

Le taux de chômage dans l'arrondissement est de 15,4 % en 2007, et de 16,4 % en 2017.
Le taux de logements sociaux SRU est de 44,4 % en 2022 (contre 35,8 % en 2009).

### Population par quartier
- Population du Quartier de la Villette (superficie : 128,6 hectares).

| Année | Population | Densité (hab. par km2) | Croissance annuelle depuis le dernier recensement |
| ----- | ---------- | ---------------------- | ------------------------------------------------- |
| 1861  | 22 315     |                        | création                                          |
| 1999  | 53 650     | 41 718                 |                                                   |
| 2019  | 54 149     | 42 106                 |                                                   |

- Population du quartier du Pont-de-Flandre (superficie : 237,7 hectares).

| Année | Population | Densité (hab. par km2) | Croissance annuelle depuis le dernier recensement |
| ----- | ---------- | ---------------------- | ------------------------------------------------- |
| 1861  | 5 622      | 2 365                  | création                                          |
| 1999  | 24 584     | 10 342                 |                                                   |
| 2019  | 32 430     | 13 643                 |                                                   |

- Population du quartier d'Amérique (superficie : 183,6 hectares).

| Année | Population | Densité (hab. par km2) | Croissance annuelle depuis le dernier recensement |
| ----- | ---------- | ---------------------- | ------------------------------------------------- |
| 1861  | 14 113     | 7 687                  | création                                          |
| 1999  | 55 365     | 30 155                 |                                                   |
| 2019  | 57 817     | 31 491                 |                                                   |

- Population du quartier du Combat (superficie : 129,5 hectares).

| Année | Population | Densité (hab. par km2) | Croissance annuelle depuis le dernier recensement |
| ----- | ---------- | ---------------------- | ------------------------------------------------- |
| 1861  | 12 375     | 9 556                  | création                                          |
| 1999  | 38 988     | 30 107                 |                                                   |
| 2019  | 40 173     | 31 021                 |                                                   |

## Géographie

Les quartiers du.

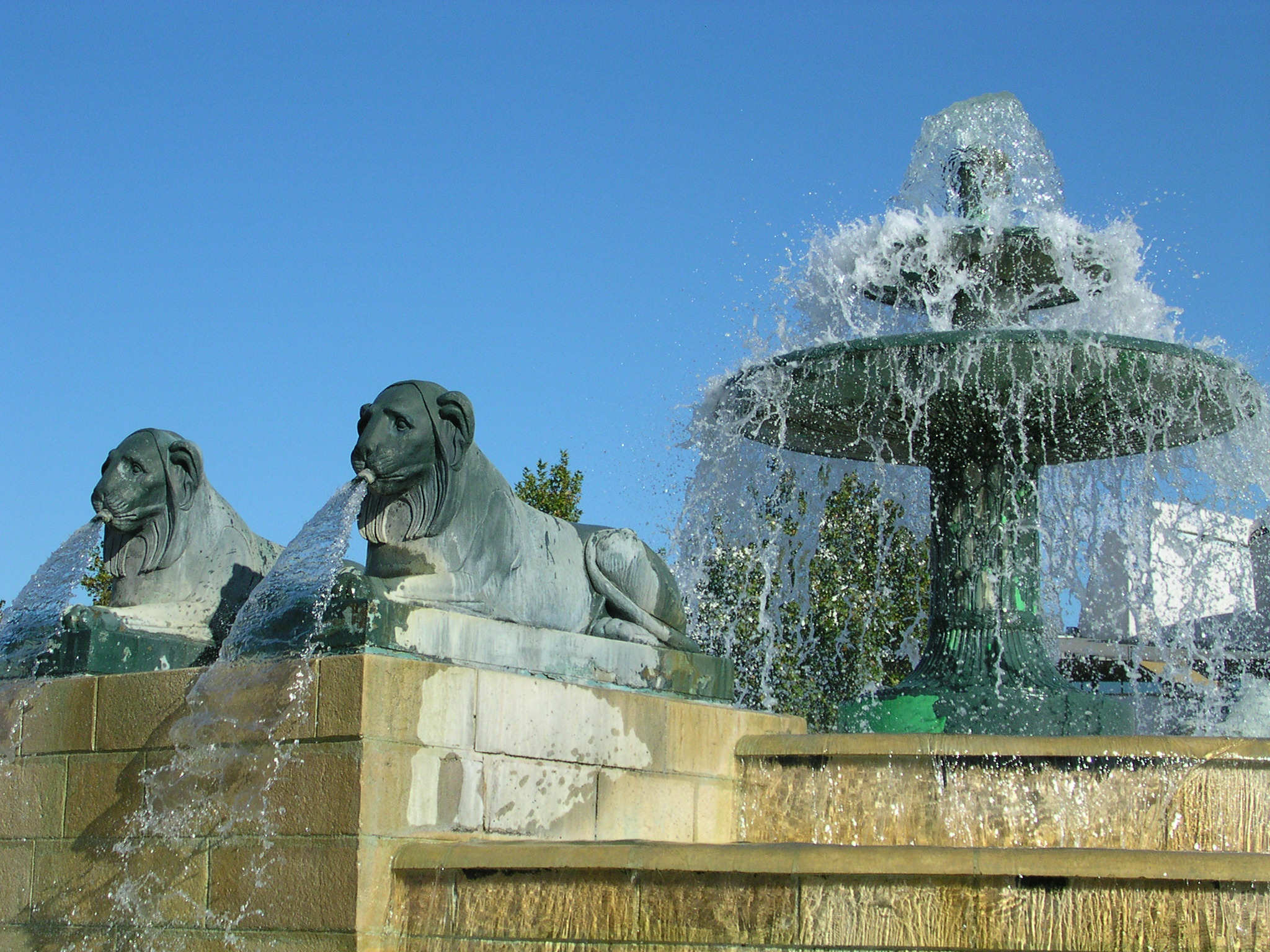
La fontaine sur la place devant la Grande halle date du Premier Empire.

### Quartiers administratifs
1. Quartier de la Villette (73e quartier de Paris)
2. Quartier du Pont-de-Flandre (74e quartier de Paris)
3. Quartier d'Amérique (75e quartier de Paris)
4. Quartier du Combat (76e quartier de Paris)

### Conseils de quartier
Le 19e arrondissement est divisé en onze conseils de quartiers :
- bas Belleville ;
- bassin de la Villette ;
- buttes Chaumont ;
- Danube ;
- Flandre Aubervilliers ;
- Manin Jaurès ;
- place des Fêtes ;
- pont de Flandre ;
- porte des Lilas ;
- Rosa-Parks / Macdonald ;
- Secrétan.

### Métro, RER, tramway
L'arrondissement comprend vingt-huit stations de métro réparties sur six lignes :
- (Stalingrad, Jaurès, Colonel Fabien et Belleville).
- (Porte des Lilas).
- (Stalingrad, Jaurès, Laumière, Ourcq et Porte de Pantin).
- (Stalingrad, Riquet, Crimée, Corentin Cariou et Porte de la Villette).
- (Pré-Saint-Gervais, Place des Fêtes, Danube, Botzaris, Buttes Chaumont, Bolivar et Jaurès).
- (Belleville, Pyrénées, Jourdain, Place des Fêtes, Télégraphe et Porte des Lilas).

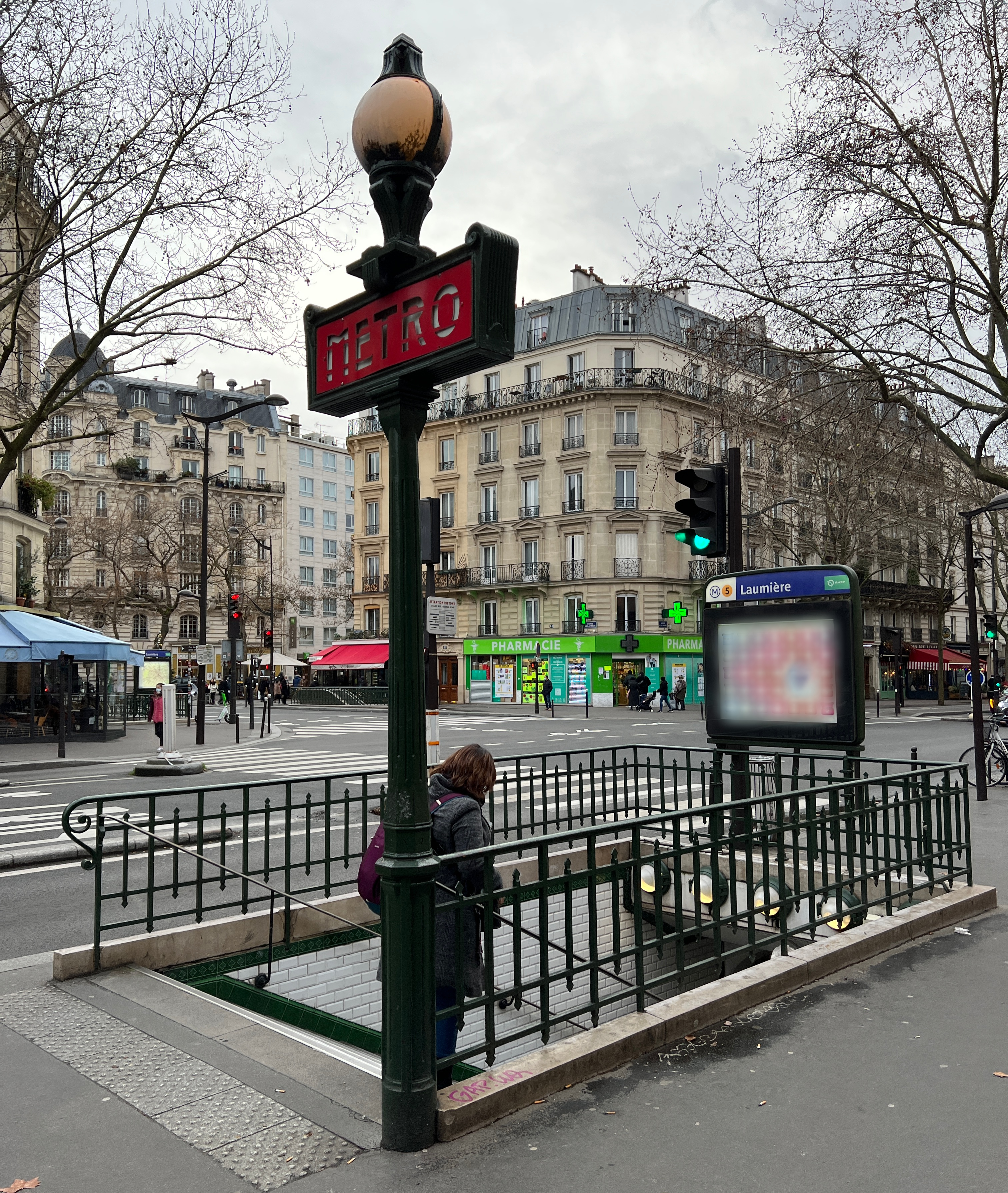
Accès de la station de métro Laumière de la Ligne 5, avenue Jean-Jaurès.

### Ligne 3B du tramway et RER
Depuis le 15 décembre 2012, la ligne 3b du tramway d'Île-de-France traverse l'arrondissement, de la porte des Lilas à la porte d'Aubervilliers, en passant par les boulevards Sérurier, d'Algérie, d'Indochine, l'avenue de la Porte-de-Pantin, la route des Petits-Ponts, le pont du canal de l'Ourcq, la rue de la Clôture, le boulevard Macdonald, l'avenue Corentin-Cariou, le quai de la Gironde, la gare Rosa-Parks et la rue d'Aubervilliers.

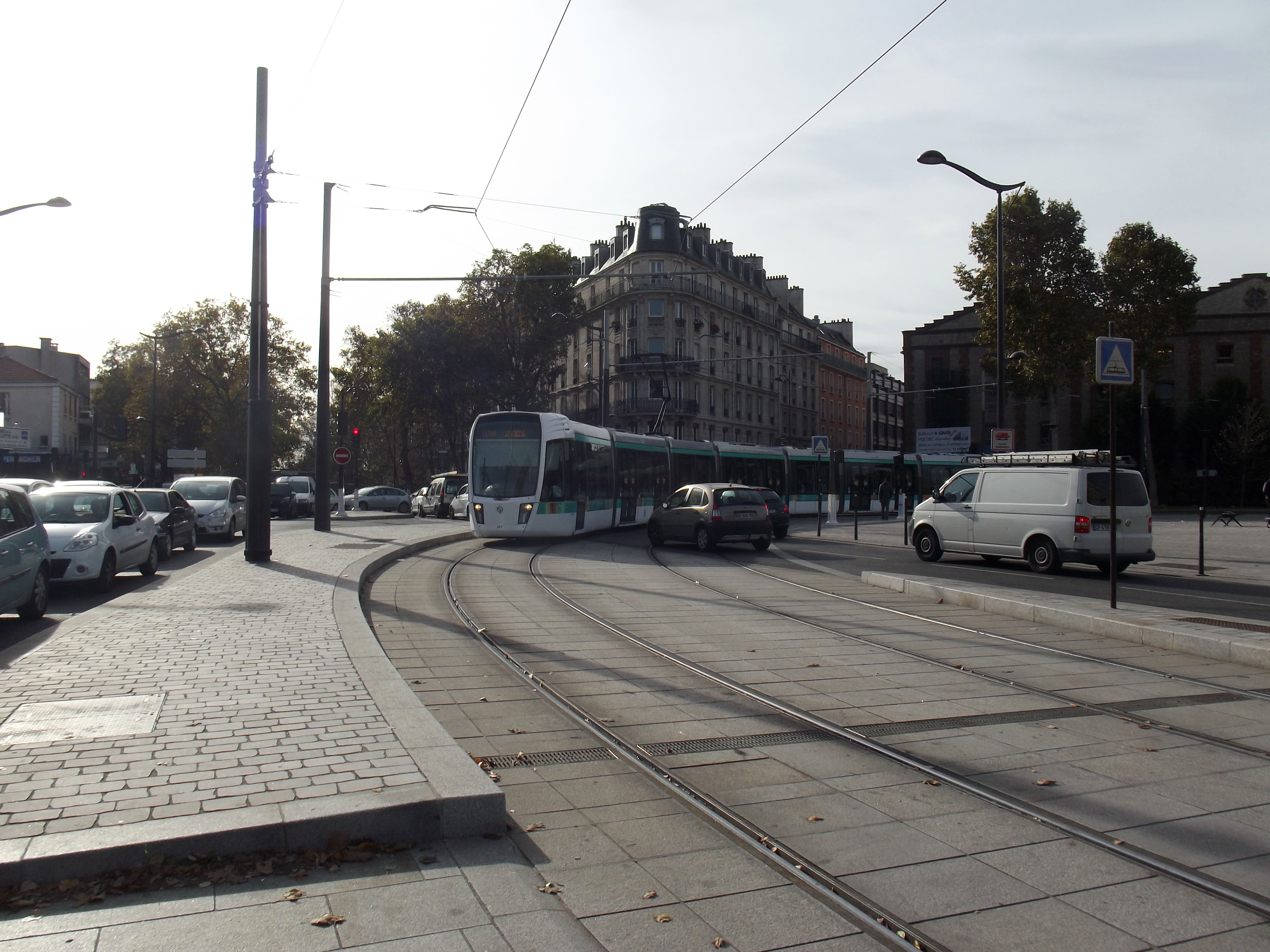
Tram de la ligne 3b près de la porte de la Villette.

L'arrondissement comprend dix stations de tramway sur une ligne :
- (Porte d'Aubervilliers, Rosa-Parks, Canal Saint-Denis, Porte de la Villette, Ella-Fitzgerald, Delphine-Seyrig, Porte de Pantin, Butte du Chapeau Rouge, Hôpital Robert-Debré et Porte des Lilas).

Le 19e arrondissement comprend également depuis le dimanche 13 décembre 2015 une gare RER :
- (Rosa-Parks)[65].

### Bus
L'arrondissement est desservi par les lignes du réseau de bus RATP : 20, 26, 35, 45, 46, 48, 54, 60, 61, 64, 71, 75, 96, Traverse de Charonne, 105, 115, 139, 150, 151, 152, 170, 239 et 249.

### Vélib'
- Le 19e arrondissement de Paris possède 62 stations de Vélib'.

## Économie et tourisme

### Économie

#### Agriculture et carrières
Les traces les plus anciennes d’activité économique sont agricoles. Sur le territoire de Belleville, une donation de Charles II le Chauve à l’abbaye de Saint-Denis atteste, en 862, de l’existence d’un « mesnil » (une propriété), en un lieu nommé Savies. Au XIIe siècle, apparaît le hameau de Poitronville, entre la ferme des Savies et la butte de Beauregard. Dans un espace alors entièrement rural, Belleville devait être une réunion de hameaux ou de fermes plus ou moins espacés. Du côté de la Villette, un habitat est attesté dans le troisième quart du XIIe siècle, mais ce n’était sans doute qu’une ferme isolée, en bordure de la route qui menait vers la Flandre. L'agriculture domine jusqu'à la révolution industrielle. Les agriculteurs produisent des céréales (du blé, mais aussi de l’orge et de l’avoine), des légumes (pois, fèves, haricots…), des fruits (toutes sortes d’arbres fruitiers, des fraises, des groseilles…). Depuis le XIIIe siècle (peut-être depuis l’époque gallo-romaine), et jusqu’au XIXe siècle, ils cultivent la vigne.
Sans doute dès le début du XVIIIe siècle, de nombreuses maisons d’agriculteurs ou de vignerons s'ouvrent aux Parisiens, qui viennent consommer le vin sur place. Sur le premier tiers du XIXe siècle, Belleville est un haut lieu des guinguettes, qui accueillent le dimanche les familles des faubourgs Saint-Martin et du Temple.
Des moulins à vent sont installés à Belleville dès le XVIe siècle et subsisteront jusqu’au XIXe siècle (leurs noms sont identifiés sur le plan de Roussel de 1730).
Dès le XIIIe siècle, des carrières temporaires de pierre à plâtre sont exploitées à ciel ouvert. Ces carrières vont peu à peu devenir permanentes, souterraines et miner le sous-sol. L’exploitation en est interdite en 1778 à la suite d’effondrements. Elle peut reprendre à partir de 1810 et l’extraction de la pierre à plâtre devient alors une des principales activités industrielles de Belleville, autour de la butte de Chaumont et de la butte de Beauregard. À peu près épuisée, la carrière d’Amérique est fermée en 1875.

#### L'industrie à la Villette
La création du canal de l'Ourcq, du canal Saint-Denis (1802-1826), du bassin de la Villette (1806-1809) et d’un nouveau port sur le bassin, a transformé tout le secteur en une vaste zone d’ateliers, d’usines et d’entrepôts. Prédominent au XIXe siècle les entreprises de la chimie, de l’alimentation, de la métallurgie et de la mécanique, du bois, du bâtiment, de la construction de véhicules. En 1836, la chaudronnerie Egrot, rue Mathis, et la raffinerie de sucre Lebaudy, avenue de Flandre, sont les deux plus grosses entreprises industrielles de la Villette. En 1843, on recense sept établissements d’allumettes, huit d’épuration d’huiles, six de distillation, un d’ammoniac, un d’acide nitrique et d’eau de Javel, quatre de vernis, cinq savonneries, deux fonderies, une briqueterie, une verrerie, une papeterie, plus diverses usines de produits alimentaires (moutarde, café-chicorée, brasserie, vermicellerie, vinaigre). Dans le voisinage immédiat du bassin, l’industrie lourde se développe : outre la chaudronnerie Egrot, les huit fours à puddler et les sept forges de Lagoutte, rue des Ardennes, le constructeur de wagons Trottemant, rue de la Marne, la fabrique de tuyaux de fonte Chameroy, rue d’Allemagne (actuelle avenue Jean-Jaurès).
Le facteur de piano Érard s’installe au 112, rue de Flandre (actuelle avenue de Flandre) en 1854.
La grande usine à gaz de la Villette est mise en service en 1856-1857.
Le rachat par la Ville de Paris, par un traité du 20 juin 1876, des canaux de Saint-Denis, de l’Ourcq, du bassin de la Villette, de l’ensemble des quais, écluses, immeubles et implantations est le prélude d'un vaste programme de modernisation du port et d'une augmentation sensible de la circulation fluviale. Les matériaux de construction représentent depuis l’origine la majorité du fret (entre 60 % et 80 %) suivis par les combustibles (bois et charbons), les denrées alimentaires et, après 1918, les engrais. Le tonnage, qui avait atteint son sommet en 1906, chute fortement lors de la Première Guerre mondiale, et le port entame un déclin long et régulier jusqu’à sa disparition dans les années 1970.

#### Les abattoirs de la Villette
La décision de créer à la Villette un grand marché aux bestiaux, pour se substituer aux marchés de Sceaux et de Poissy, et de centraliser en un seul lieu les abattoirs de la capitale est prise juste avant l’extension de 1860. Les abattoirs sont ouverts le 1er janvier 1867 et le marché aux bestiaux le 21 octobre. L'établissement est desservi par deux gares situées sur un embranchement de la ligne de Petite Ceinture : la gare de Paris-Bestiaux, au sud du canal de l'Ourcq, au niveau du marché aux bestiaux, et la gare de Paris-Abattoirs, au nord du canal, au niveau des abattoirs proprement dits. Leur activité durera jusqu’en 1974.

#### L'industrie à Belleville
Du côté de Belleville, au tournant du XXe siècle, les entreprises dépassent rarement une trentaine d’employés, dans des ateliers de menuiserie, de conserveries alimentaires, de pelleteries, chapelleries, bonneteries, passementeries… Sur le terrain de l’usine à gaz désaffectée de la rue Rébeval s’installe toutefois une fabrique de chaussures où sont employés près de sept cents ouvriers (Dressoir et Pémartin, qui figurent vers 1900 parmi les plus importants industriels de la chaussure en France).
Toujours à Belleville, Léon Gaumont installe en 1895 des ateliers de fabrication de matériel optique et photographique (actuelle rue Carducci), qui sont à l’origine de la Cité Elgé (pour L.G.). Ces ateliers, qui occupent alors une douzaine de personnes sur 200 m2, vont se développer jusqu’à occuper 1 500 personnes en 1912. À la fabrication de matériels s’est ajoutée la production de films, pour laquelle est construit, en 1905, un studio que la publicité présentera comme « le plus grand du monde » (rue de la Villette, no 53). Louis Feuillade y réalisera de nombreux films, de 1907 jusqu’à la guerre, comme directeur artistique et metteur en scène. Les activités de la Cité Elgé vont évoluer durant la Première Guerre mondiale (fabrication de matériels de TSF, de projecteurs lumineux pour les tranchées, d’appareils photographiques pour les avions de reconnaissance…) et après, dans une tentative de rivaliser avec les fabrications américaines, de matériel cinématographique. Après la Seconde Guerre mondiale, les ateliers et les studios perdent leur activité. Rachetés en 1951 par la RTF, ils sont à l’origine des studios des Buttes-Chaumont.

#### La période contemporaine
La disparition progressive des ateliers, usines et entrepôts entraîne une mutation des emplois de l'arrondissement vers les activités de services aux entreprises et le secteur public. En 2004, on recense 65 620 emplois salariés ; 31 % de ces emplois sont des emplois publics ou non marchands à caractère public. En 2004, les six plus gros employeurs de l’arrondissement sont la Caisse régionale d’assurance maladie, l’hôpital Robert-Debré, le siège du Club Méditerranée, la Caisse nationale d’assurance vieillesse, la société d’études de marché Millward Brown, la Cité des sciences.

### Tourisme
La Cité des sciences et de l'industrie a reçu 2 676 000 visiteurs en 2014. Elle est le cinquième établissement culturel le plus visité en France (après Le Louvre, Beaubourg, le château de Versailles et le musée d'Orsay).
En 2024, le 19e arrondissement accueille certaines épreuves et installations des Jeux Olympiques 2024. Le parc de la Villette accueille le Parc des Nations où une dizaine de pays ont installé leur club de supporters. Les épreuves de cyclisme sur route passent par le 19e arrondissement et notamment l'avenue Jean Jaurès.

## Personnalités dans l'arrondissement
- MHD, nom de scène de Mohamed Sylla, a grandi dans le 19ᵉ arrondissement de Paris.
- La Mano 1.9, nom de scène d'Ulrich Zie, est originaire du 19e arrondissement de Paris.

## Le19earrondissement dans la fiction

### Dans la littérature
- Le poème Place de Bitche dans Le Voyage des amants écrit par Jules Romain (1920).
- « Sur les quais de la Villette » (1914) et « Le Vin blanc de la Villette », un recueil de nouvelles de 1923 de Jules Romain.
- Goualantes de la Villette et d’ailleurs d’Émile Chautard, « sur l’argot parlé à la Villette ».
- La Clôture, roman de Jean Rolin paru en 2001.
- Thierry Jonquet, Jours tranquilles à Belleville, éd. Méréal, 1999.

### Au cinéma
- L’Atalante, film de Jean Vigo, (1934) avec Michel Simon, Dite Parlo.
- Jenny, film de Marcel Carné (1936) avec dialogue de Jacques Prévert où l’on reconnait la passerelle des Ardennes et le quai de l’Oise, à hauteur de l'actuelle Galerie de la Vache bleue et du passage des Voûtes, occupé en 1936 par l’Hôtel du Château Tremblant, et par Gaston un chaufournier.
- Des gens sans importance d’Henri Verneuil, film de 1956, avec Jean Gabin sur le pont levant de la rue de Crimée.
- Les Fiancés du pont Mac Donald (ou Méfiez-vous des lunettes noires). Film court d’Agnès Varda (1961), avec Jean-Luc Godard, Anna Karina, Jean-Claude Brialy, Sami Frey, Eddie Constantine filmé sur le boulevard Mac Donald, quai de la Charente et quai de la Gironde.
- Le Jour et l’Heure, film de René Clément (1963) avec Michel Piccoli et Simone Signoret et la scène de résistance sur les quais de la Marne, de la Garonne ou rue des Ardennes et rue de l’Ourcq.
- Diva de Jean-Jacques Benneix (1981) est en partie tourné dans l’Entrepôt de la Cité internationale universitaire du quai de la Loire.
- Le Péril jeune de Cédric Klapisch, film de 1994, et considéré comme un film culte des années 1990[90] se déroule presque entièrement dans le 19e arrondissement, notamment vers l'avenue de Flandre, la rue de l’Ourcq et le parc des Buttes Chaumont.
- Dans On connaît la chanson (1997), Alain Resnais tourne une scène dans le parc des Buttes Chaumont où Agnès Jaoui est guide aux Buttes Chaumont, et André Dussolier un homme incollable sur les Buttes Chaumont.
- Dans son film Love (2015), Gaspar Noé tourne la scène emblématique de la rencontre amoureuse entre ses personnages dans le parc des buttes Chaumont.

### Dans la photographie
- À une date indéterminée entre 1894 et 1902, Émile Zola réalise une quinzaine de photographies du parc des Buttes Chaumont.
- La série des photographies de Jacques Prévert par Robert Doisneau, dont celles du 14 juillet, rue de Nantes.
- La Bassin de la Villette avec passerelles de la Moselle et du pont levant de la rue de Crimée par Robert Doisneau.
- La photographie du Boulevard de la Villette (Primior) de Henri Cartier-Bresson, 1955.
- Les Photographies de Willy Ronis  du 19e arrondissement. (rue de la Villette, porte des Lilas, rue de Crimée, les abattoirs de la Villette, avenue Simon Bolivar)
- Le Pont levant de la Rue de Crimée par André Kertész datant d’avant 1936.
- Le Bassin de la Villette gelé,  photographie de René Giton prise entre 1937 et 1942
- Vue depuis l'intérieur d’un café des abattoirs de la Villette, photographie de René Giton, 1931.
- Trois photos des Quais de la Marne, de l’Oise et Canal de l’Ourcq par Charles Lansiaux en septembre 1916[91].
- La célèbre photo de Jean Jaurès juché sur un camion stationnée sur le terrain vague de l'actuelle Butte du Chapeau Rouge, le 25 mai 1913, lors de son discours pacifiste, entouré par plus de 125 000 personnes.
- Aux abattoirs de la Villette, la Photographie d'Eli Lotar : utilisé dans Documents, 1929, no 6, p. 328 de Georges Bataille.
- La Rotonde de la Villette, photographie de Paul Robert, 1892.
- 26 boulevard de la Villette, photographie de Daniel Boudinet, 1972
- Bassin de la Villette en octobre 1951. Photographie de Marcel Bovis.
- Gourbeix photographie le quartier de la rotonde de la Villette en 1966.

### En peinture, lithographies, gravures
- Rue de Crimée, vers 1910, peinture de Maurice Utrillo, huile sur toile de 73,2 × 100,3 cm.
- Balade aux Buttes Chaumont du Douanier Rousseau peinture réalisée à l’époque où le peintre travaille à l'octroi de 1870 à 1893.
- Réception à la barrière de la Villette, des troupes revenant de Pologne, après la campagne de 1806-1808. Esquisse pour la salle des budgets de l'Hôtel de Ville de Paris, peinture de Jean Baptiste Edouard Detaille, 1901, Musée des Beaux-Arts de la Ville de Paris, Petit Palais.
- Quai de l’Oise, peinture des années 1940, par Alphonse Quizet.
- La passerelle de la rue de Crimée, 1946, par Alphonse Quizet.
- Les Buttes Chaumont de Félix Valloton
- Les débardeurs, Lithographie de 1917 de Christopher Richard Wynne Nevinson, British Museum de Londres
- L'atelier de la Cité du Palais-Royal-de-Belleville, peinture de Géna Péchaubès.
- La Barrière de la Villette peinte par Auguste-Xavier Le Prince entre 1819-1822, peinture conservée au National Museum de Stockholm.
- La Garde Nationale vilageuse, une diligence, la laitière et des Campagnards en 1831, Dessin de George Emmanuel Opitz (1775 - 1841)
- Bassin de la Villette, première moitié du XVIIIe siècle, dessin de Charles Muller (1789-1855)
- La Villette à la fin du XVIIIe siècle de Michel-François Damame de Martrais (1763-1827)

### Dans la chanson populaire
- La rue de Crimée, chanté et paroles de Marcel Mouloudji et musique de Léo Ferré.
- Le Bassin de la Villette, chanson de 1938 interprétée par Lys Gauty.